# 2019年
| 千纪： | 3千纪 |
| 世纪： | 20世纪 \| 21世纪 \| 22世纪                                                                                 |
| 年代： | 1980年代 \| 1990年代 \| 2000年代 \| 2010年代 \| 2020年代 \| 2030年代 \| 2040年代                           |
| 年份： | 2014年 \| 2015年 \| 2016年 \| 2017年 \| 2018年 \| 2019年 \| 2020年 \| 2021年 \| 2022年 \| 2023年 \| 2024年 |
| 纪年： | 己亥年（猪年）；民國一百零八年；日本平成三十一年，令和元年；朝鲜主體一百零八年                             |
| 月份： | 1月 \| 2月 \| 3月 \| 4月 \| 5月 \| 6月 \| 7月 \| 8月 \| 9月 \| 10月 \| 11月 \| 12月                        |

| 2019年1月 |    |    |    |    |    |    |
| \| 日 \| 一 \| 二 \| 三 \| 四 \| 五 \| 六 \| \| \| \| 1 \| 2 \| 3 \| 4 \| 5 \| \| 6 \| 7 \| 8 \| 9 \| 10 \| 11 \| 12 \| \| 13 \| 14 \| 15 \| 16 \| 17 \| 18 \| 19 \| \| 20 \| 21 \| 22 \| 23 \| 24 \| 25 \| 26 \| \| 27 \| 28 \| 29 \| 30 \| 31 \| \| \| \| \| \| \| \| \| \| \| |    |    |    |    |    |    |
| 日 | 一 | 二 | 三 | 四 | 五 | 六 |
| |    | 1  | 2  | 3  | 4  | 5  |
| 6 | 7  | 8  | 9  | 10 | 11 | 12 |
| 13 | 14 | 15 | 16 | 17 | 18 | 19 |
| 20 | 21 | 22 | 23 | 24 | 25 | 26 |
| 27 | 28 | 29 | 30 | 31 |    |    |
| |    |    |    |    |    |    |

| 日 | 一 | 二 | 三 | 四 | 五 | 六 |
|    |    | 1  | 2  | 3  | 4  | 5  |
| 6  | 7  | 8  | 9  | 10 | 11 | 12 |
| 13 | 14 | 15 | 16 | 17 | 18 | 19 |
| 20 | 21 | 22 | 23 | 24 | 25 | 26 |
| 27 | 28 | 29 | 30 | 31 |    |    |
|    |    |    |    |    |    |    |

| 2019年2月 |    |    |    |    |    |    |
| \| 日 \| 一 \| 二 \| 三 \| 四 \| 五 \| 六 \| \| \| \| \| \| \| 1 \| 2 \| \| 3 \| 4 \| 5 \| 6 \| 7 \| 8 \| 9 \| \| 10 \| 11 \| 12 \| 13 \| 14 \| 15 \| 16 \| \| 17 \| 18 \| 19 \| 20 \| 21 \| 22 \| 23 \| \| 24 \| 25 \| 26 \| 27 \| 28 \| \| \| \| \| \| \| \| \| \| \| |    |    |    |    |    |    |
| 日 | 一 | 二 | 三 | 四 | 五 | 六 |
| |    |    |    |    | 1  | 2  |
| 3 | 4  | 5  | 6  | 7  | 8  | 9  |
| 10 | 11 | 12 | 13 | 14 | 15 | 16 |
| 17 | 18 | 19 | 20 | 21 | 22 | 23 |
| 24 | 25 | 26 | 27 | 28 |    |    |
| |    |    |    |    |    |    |

| 日 | 一 | 二 | 三 | 四 | 五 | 六 |
|    |    |    |    |    | 1  | 2  |
| 3  | 4  | 5  | 6  | 7  | 8  | 9  |
| 10 | 11 | 12 | 13 | 14 | 15 | 16 |
| 17 | 18 | 19 | 20 | 21 | 22 | 23 |
| 24 | 25 | 26 | 27 | 28 |    |    |
|    |    |    |    |    |    |    |

| 2019年3月 |    |    |    |    |    |    |
| \| 日 \| 一 \| 二 \| 三 \| 四 \| 五 \| 六 \| \| \| \| \| \| \| 1 \| 2 \| \| 3 \| 4 \| 5 \| 6 \| 7 \| 8 \| 9 \| \| 10 \| 11 \| 12 \| 13 \| 14 \| 15 \| 16 \| \| 17 \| 18 \| 19 \| 20 \| 21 \| 22 \| 23 \| \| 24 \| 25 \| 26 \| 27 \| 28 \| 29 \| 30 \| \| 31 \| \| \| \| \| \| \| |    |    |    |    |    |    |
| 日 | 一 | 二 | 三 | 四 | 五 | 六 |
| |    |    |    |    | 1  | 2  |
| 3 | 4  | 5  | 6  | 7  | 8  | 9  |
| 10 | 11 | 12 | 13 | 14 | 15 | 16 |
| 17 | 18 | 19 | 20 | 21 | 22 | 23 |
| 24 | 25 | 26 | 27 | 28 | 29 | 30 |
| 31 |    |    |    |    |    |    |

| 日 | 一 | 二 | 三 | 四 | 五 | 六 |
|    |    |    |    |    | 1  | 2  |
| 3  | 4  | 5  | 6  | 7  | 8  | 9  |
| 10 | 11 | 12 | 13 | 14 | 15 | 16 |
| 17 | 18 | 19 | 20 | 21 | 22 | 23 |
| 24 | 25 | 26 | 27 | 28 | 29 | 30 |
| 31 |    |    |    |    |    |    |

| 2019年4月 |    |    |    |    |    |    |
| \| 日 \| 一 \| 二 \| 三 \| 四 \| 五 \| 六 \| \| \| 1 \| 2 \| 3 \| 4 \| 5 \| 6 \| \| 7 \| 8 \| 9 \| 10 \| 11 \| 12 \| 13 \| \| 14 \| 15 \| 16 \| 17 \| 18 \| 19 \| 20 \| \| 21 \| 22 \| 23 \| 24 \| 25 \| 26 \| 27 \| \| 28 \| 29 \| 30 \| \| \| \| \| \| \| \| \| \| \| \| \| |    |    |    |    |    |    |
| 日 | 一 | 二 | 三 | 四 | 五 | 六 |
| | 1  | 2  | 3  | 4  | 5  | 6  |
| 7 | 8  | 9  | 10 | 11 | 12 | 13 |
| 14 | 15 | 16 | 17 | 18 | 19 | 20 |
| 21 | 22 | 23 | 24 | 25 | 26 | 27 |
| 28 | 29 | 30 |    |    |    |    |
| |    |    |    |    |    |    |

| 日 | 一 | 二 | 三 | 四 | 五 | 六 |
|    | 1  | 2  | 3  | 4  | 5  | 6  |
| 7  | 8  | 9  | 10 | 11 | 12 | 13 |
| 14 | 15 | 16 | 17 | 18 | 19 | 20 |
| 21 | 22 | 23 | 24 | 25 | 26 | 27 |
| 28 | 29 | 30 |    |    |    |    |
|    |    |    |    |    |    |    |

| 2019年5月 |    |    |    |    |    |    |
| \| 日 \| 一 \| 二 \| 三 \| 四 \| 五 \| 六 \| \| \| \| \| 1 \| 2 \| 3 \| 4 \| \| 5 \| 6 \| 7 \| 8 \| 9 \| 10 \| 11 \| \| 12 \| 13 \| 14 \| 15 \| 16 \| 17 \| 18 \| \| 19 \| 20 \| 21 \| 22 \| 23 \| 24 \| 25 \| \| 26 \| 27 \| 28 \| 29 \| 30 \| 31 \| \| \| \| \| \| \| \| \| \| |    |    |    |    |    |    |
| 日 | 一 | 二 | 三 | 四 | 五 | 六 |
| |    |    | 1  | 2  | 3  | 4  |
| 5 | 6  | 7  | 8  | 9  | 10 | 11 |
| 12 | 13 | 14 | 15 | 16 | 17 | 18 |
| 19 | 20 | 21 | 22 | 23 | 24 | 25 |
| 26 | 27 | 28 | 29 | 30 | 31 |    |
| |    |    |    |    |    |    |

| 日 | 一 | 二 | 三 | 四 | 五 | 六 |
|    |    |    | 1  | 2  | 3  | 4  |
| 5  | 6  | 7  | 8  | 9  | 10 | 11 |
| 12 | 13 | 14 | 15 | 16 | 17 | 18 |
| 19 | 20 | 21 | 22 | 23 | 24 | 25 |
| 26 | 27 | 28 | 29 | 30 | 31 |    |
|    |    |    |    |    |    |    |

| 2019年6月 |    |    |    |    |    |    |
| \| 日 \| 一 \| 二 \| 三 \| 四 \| 五 \| 六 \| \| \| \| \| \| \| \| 1 \| \| 2 \| 3 \| 4 \| 5 \| 6 \| 7 \| 8 \| \| 9 \| 10 \| 11 \| 12 \| 13 \| 14 \| 15 \| \| 16 \| 17 \| 18 \| 19 \| 20 \| 21 \| 22 \| \| 23 \| 24 \| 25 \| 26 \| 27 \| 28 \| 29 \| \| 30 \| \| \| \| \| \| \| |    |    |    |    |    |    |
| 日 | 一 | 二 | 三 | 四 | 五 | 六 |
| |    |    |    |    |    | 1  |
| 2 | 3  | 4  | 5  | 6  | 7  | 8  |
| 9 | 10 | 11 | 12 | 13 | 14 | 15 |
| 16 | 17 | 18 | 19 | 20 | 21 | 22 |
| 23 | 24 | 25 | 26 | 27 | 28 | 29 |
| 30 |    |    |    |    |    |    |

| 日 | 一 | 二 | 三 | 四 | 五 | 六 |
|    |    |    |    |    |    | 1  |
| 2  | 3  | 4  | 5  | 6  | 7  | 8  |
| 9  | 10 | 11 | 12 | 13 | 14 | 15 |
| 16 | 17 | 18 | 19 | 20 | 21 | 22 |
| 23 | 24 | 25 | 26 | 27 | 28 | 29 |
| 30 |    |    |    |    |    |    |

| 2019年7月 |    |    |    |    |    |    |
| \| 日 \| 一 \| 二 \| 三 \| 四 \| 五 \| 六 \| \| \| 1 \| 2 \| 3 \| 4 \| 5 \| 6 \| \| 7 \| 8 \| 9 \| 10 \| 11 \| 12 \| 13 \| \| 14 \| 15 \| 16 \| 17 \| 18 \| 19 \| 20 \| \| 21 \| 22 \| 23 \| 24 \| 25 \| 26 \| 27 \| \| 28 \| 29 \| 30 \| 31 \| \| \| \| \| \| \| \| \| \| \| \| |    |    |    |    |    |    |
| 日 | 一 | 二 | 三 | 四 | 五 | 六 |
| | 1  | 2  | 3  | 4  | 5  | 6  |
| 7 | 8  | 9  | 10 | 11 | 12 | 13 |
| 14 | 15 | 16 | 17 | 18 | 19 | 20 |
| 21 | 22 | 23 | 24 | 25 | 26 | 27 |
| 28 | 29 | 30 | 31 |    |    |    |
| |    |    |    |    |    |    |

| 日 | 一 | 二 | 三 | 四 | 五 | 六 |
|    | 1  | 2  | 3  | 4  | 5  | 6  |
| 7  | 8  | 9  | 10 | 11 | 12 | 13 |
| 14 | 15 | 16 | 17 | 18 | 19 | 20 |
| 21 | 22 | 23 | 24 | 25 | 26 | 27 |
| 28 | 29 | 30 | 31 |    |    |    |
|    |    |    |    |    |    |    |

| 2019年8月 |    |    |    |    |    |    |
| \| 日 \| 一 \| 二 \| 三 \| 四 \| 五 \| 六 \| \| \| \| \| \| 1 \| 2 \| 3 \| \| 4 \| 5 \| 6 \| 7 \| 8 \| 9 \| 10 \| \| 11 \| 12 \| 13 \| 14 \| 15 \| 16 \| 17 \| \| 18 \| 19 \| 20 \| 21 \| 22 \| 23 \| 24 \| \| 25 \| 26 \| 27 \| 28 \| 29 \| 30 \| 31 \| \| \| \| \| \| \| \| \| |    |    |    |    |    |    |
| 日 | 一 | 二 | 三 | 四 | 五 | 六 |
| |    |    |    | 1  | 2  | 3  |
| 4 | 5  | 6  | 7  | 8  | 9  | 10 |
| 11 | 12 | 13 | 14 | 15 | 16 | 17 |
| 18 | 19 | 20 | 21 | 22 | 23 | 24 |
| 25 | 26 | 27 | 28 | 29 | 30 | 31 |
| |    |    |    |    |    |    |

| 日 | 一 | 二 | 三 | 四 | 五 | 六 |
|    |    |    |    | 1  | 2  | 3  |
| 4  | 5  | 6  | 7  | 8  | 9  | 10 |
| 11 | 12 | 13 | 14 | 15 | 16 | 17 |
| 18 | 19 | 20 | 21 | 22 | 23 | 24 |
| 25 | 26 | 27 | 28 | 29 | 30 | 31 |
|    |    |    |    |    |    |    |

| 2019年9月 |    |    |    |    |    |    |
| \| 日 \| 一 \| 二 \| 三 \| 四 \| 五 \| 六 \| \| 1 \| 2 \| 3 \| 4 \| 5 \| 6 \| 7 \| \| 8 \| 9 \| 10 \| 11 \| 12 \| 13 \| 14 \| \| 15 \| 16 \| 17 \| 18 \| 19 \| 20 \| 21 \| \| 22 \| 23 \| 24 \| 25 \| 26 \| 27 \| 28 \| \| 29 \| 30 \| \| \| \| \| \| \| \| \| \| \| \| \| \| |    |    |    |    |    |    |
| 日 | 一 | 二 | 三 | 四 | 五 | 六 |
| 1 | 2  | 3  | 4  | 5  | 6  | 7  |
| 8 | 9  | 10 | 11 | 12 | 13 | 14 |
| 15 | 16 | 17 | 18 | 19 | 20 | 21 |
| 22 | 23 | 24 | 25 | 26 | 27 | 28 |
| 29 | 30 |    |    |    |    |    |
| |    |    |    |    |    |    |

| 日 | 一 | 二 | 三 | 四 | 五 | 六 |
| 1  | 2  | 3  | 4  | 5  | 6  | 7  |
| 8  | 9  | 10 | 11 | 12 | 13 | 14 |
| 15 | 16 | 17 | 18 | 19 | 20 | 21 |
| 22 | 23 | 24 | 25 | 26 | 27 | 28 |
| 29 | 30 |    |    |    |    |    |
|    |    |    |    |    |    |    |

| 2019年10月 |    |    |    |    |    |    |
| \| 日 \| 一 \| 二 \| 三 \| 四 \| 五 \| 六 \| \| \| \| 1 \| 2 \| 3 \| 4 \| 5 \| \| 6 \| 7 \| 8 \| 9 \| 10 \| 11 \| 12 \| \| 13 \| 14 \| 15 \| 16 \| 17 \| 18 \| 19 \| \| 20 \| 21 \| 22 \| 23 \| 24 \| 25 \| 26 \| \| 27 \| 28 \| 29 \| 30 \| 31 \| \| \| \| \| \| \| \| \| \| \| |    |    |    |    |    |    |
| 日 | 一 | 二 | 三 | 四 | 五 | 六 |
| |    | 1  | 2  | 3  | 4  | 5  |
| 6 | 7  | 8  | 9  | 10 | 11 | 12 |
| 13 | 14 | 15 | 16 | 17 | 18 | 19 |
| 20 | 21 | 22 | 23 | 24 | 25 | 26 |
| 27 | 28 | 29 | 30 | 31 |    |    |
| |    |    |    |    |    |    |

| 日 | 一 | 二 | 三 | 四 | 五 | 六 |
|    |    | 1  | 2  | 3  | 4  | 5  |
| 6  | 7  | 8  | 9  | 10 | 11 | 12 |
| 13 | 14 | 15 | 16 | 17 | 18 | 19 |
| 20 | 21 | 22 | 23 | 24 | 25 | 26 |
| 27 | 28 | 29 | 30 | 31 |    |    |
|    |    |    |    |    |    |    |

| 2019年11月 |    |    |    |    |    |    |
| \| 日 \| 一 \| 二 \| 三 \| 四 \| 五 \| 六 \| \| \| \| \| \| \| 1 \| 2 \| \| 3 \| 4 \| 5 \| 6 \| 7 \| 8 \| 9 \| \| 10 \| 11 \| 12 \| 13 \| 14 \| 15 \| 16 \| \| 17 \| 18 \| 19 \| 20 \| 21 \| 22 \| 23 \| \| 24 \| 25 \| 26 \| 27 \| 28 \| 29 \| 30 \| \| \| \| \| \| \| \| \| |    |    |    |    |    |    |
| 日 | 一 | 二 | 三 | 四 | 五 | 六 |
| |    |    |    |    | 1  | 2  |
| 3 | 4  | 5  | 6  | 7  | 8  | 9  |
| 10 | 11 | 12 | 13 | 14 | 15 | 16 |
| 17 | 18 | 19 | 20 | 21 | 22 | 23 |
| 24 | 25 | 26 | 27 | 28 | 29 | 30 |
| |    |    |    |    |    |    |

| 日 | 一 | 二 | 三 | 四 | 五 | 六 |
|    |    |    |    |    | 1  | 2  |
| 3  | 4  | 5  | 6  | 7  | 8  | 9  |
| 10 | 11 | 12 | 13 | 14 | 15 | 16 |
| 17 | 18 | 19 | 20 | 21 | 22 | 23 |
| 24 | 25 | 26 | 27 | 28 | 29 | 30 |
|    |    |    |    |    |    |    |

| 2019年12月 |    |    |    |    |    |    |
| \| 日 \| 一 \| 二 \| 三 \| 四 \| 五 \| 六 \| \| 1 \| 2 \| 3 \| 4 \| 5 \| 6 \| 7 \| \| 8 \| 9 \| 10 \| 11 \| 12 \| 13 \| 14 \| \| 15 \| 16 \| 17 \| 18 \| 19 \| 20 \| 21 \| \| 22 \| 23 \| 24 \| 25 \| 26 \| 27 \| 28 \| \| 29 \| 30 \| 31 \| \| \| \| \| \| \| \| \| \| \| \| \| |    |    |    |    |    |    |
| 日 | 一 | 二 | 三 | 四 | 五 | 六 |
| 1 | 2  | 3  | 4  | 5  | 6  | 7  |
| 8 | 9  | 10 | 11 | 12 | 13 | 14 |
| 15 | 16 | 17 | 18 | 19 | 20 | 21 |
| 22 | 23 | 24 | 25 | 26 | 27 | 28 |
| 29 | 30 | 31 |    |    |    |    |
| |    |    |    |    |    |    |

| 日 | 一 | 二 | 三 | 四 | 五 | 六 |
| 1  | 2  | 3  | 4  | 5  | 6  | 7  |
| 8  | 9  | 10 | 11 | 12 | 13 | 14 |
| 15 | 16 | 17 | 18 | 19 | 20 | 21 |
| 22 | 23 | 24 | 25 | 26 | 27 | 28 |
| 29 | 30 | 31 |    |    |    |    |
|    |    |    |    |    |    |    |

2019年是一個平年，第一天是星期二。

## 重要热点

### 中國大陆/香港相關熱點
- 5G
- 996工作制
- 草地贪夜蛾
- 中国大陆非洲猪瘟疫情
- 2018－2020年中美贸易战
- 中华人民共和国成立70周年
- 2019年江苏响水天嘉宜化工厂爆炸事故
- 香港反對逃犯條例修訂草案運動 2019年－2020年

### 中東相關熱點
- 阿拉伯之春、阿拉伯之冬、第二次阿拉伯之春

1. 叙利亚内战 2011年－至今
2. 2018－2019年苏丹示威
3. 2019年苏丹政变
4. 喀土穆大屠杀
5. 第二次利比亚内战 2014年－2020年
6. 也门内战 (2014年至今)
7. 2018－2019年加沙边境抗议事件
8. 2019－2020年阿尔及利亚示威
9. 2019－2020年伊拉克抗议
10. 2019－2020年黎巴嫩抗议

- 自由哨兵行动
- 2019－2020年伊朗抗议
- 2019年－2022年波斯灣危機

### 亞太其他地區相關熱點
- 京都動畫縱火案
- 公民身份法修正案示威
- 2019年斯里兰卡连环爆炸
- 克赖斯特彻奇清真寺枪击案
- 2019年－2020年澳大利亚丛林大火

### 歐洲相關熱點
- 2019年英国大选
- 巴黎圣母院大火
- 黄背心运动 2018年－至今
- 2019－2020年法国养老金改革罢工
- 2019－2020年加泰罗尼亚示威

### 拉美相關熱點
- 2019年亚马孙雨林野火
- 委内瑞拉总统与议长地位危机 2019年－2023年
- 2018－2020年尼加拉瓜示威
- 2019－2020年智利示威
- 2019年海地示威

### 其他地區相關熱點
- 2019－2020年东非蝗灾

## 大事記
2019年：1月 - 2月 - 3月 - 4月 - 5月 - 6月 - 7月 - 8月 - 9月 - 10月 - 11月 - 12月
2019年香港：1月 - 2月 - 3月 - 4月 - 5月 - 6月 - 7月 - 8月 - 9月 - 10月 - 11月 - 12月
2019年臺灣：1月 - 2月 - 3月 - 4月 - 5月 - 6月 - 7月 - 8月 - 9月 - 10月 - 11月 - 12月
2019年英國：1月 - 2月 - 3月 - 4月 - 5月 - 6月 - 7月 - 8月 - 9月 - 10月 - 11月 - 12月
2019年美國：1月 - 2月 - 3月 - 4月 - 5月 - 6月 - 7月 - 8月 - 9月 - 10月 - 11月 - 12月
2019年澳門：1月 - 2月 - 3月 - 4月 - 5月 - 6月 - 7月 - 8月 - 9月 - 10月 - 11月 - 12月
2019年中國大陸：1月 - 2月 - 3月 - 4月 - 5月 - 6月 - 7月 - 8月 - 9月 - 10月 - 11月 - 12月
2019年日本：1月 - 2月 - 3月 - 4月 - 5月 - 6月 - 7月 - 8月 - 9月 - 10月 - 11月 - 12月

### 1月
- 1月1日：
  - 台灣實施大型餐飲業如連鎖速食店等，內用將禁止提供塑膠吸管的規定。[1][2]；將依法屆期終止第三代行動通訊（3G）業務。
  - 美國太空總署無人航天器新視野號接近古柏带小行星「天涯海角」，是人類史上距離最遠的星體探測，從64億公里外傳回無線電訊號，單程需要6小時。它是太陽系初期的遺跡，可以提供其他行星起源的答案[3]。
  - 退出石油輸出國組織。
- 1月2日——中華人民共和國舉行《告台灣同胞書》發佈40週年紀念，中共中央總書記習近平發表講話。
- 1月3日：
  - 中華人民共和國國家航天局，嫦娥四號實現人類首次月球背面，馮·卡門撞擊坑軟著陸[4]。
  - 白银市连环杀人案凶手高承勇在甘肃被执行死刑[5][6]。
- 1月5日－2月1日——2019年亞足聯亞洲盃在阿拉伯联合酋长国举行。
- 1月6日——日偏食，日食開始于中國大陸中東部、臺灣島中北部、外蒙古中東部、朝鮮、日本、北馬里亞納群島北部、阿拉斯加西南部、俄羅斯東南部。結束于國際日期變更線以西地區
- 1月6日——台灣舉行2019年民主進步黨主席補選。
- 1月6日——马来西亚最高元首苏丹莫哈末五世提早退位，為其國內首例。[7]
- 1月7日——日本開始徵收国际观光旅客税（出国税），2歲以上不論年齡或國籍，乘飞机或船自日本出境的人每次都須繳交1000日圓稅款。[8]日本稱徵收稅款將能提升旅行環境舒適度，並對地方傳統文化、自然等觀光資源進行整治。[9]
- 1月10日——委內瑞拉爆發政治危機。
- 1月11日——中國航天嫦娥四號著陸器上裝置的地形地貌相機完成360度環拍，傳回世界首張月球背面全景圖。這標誌中國探月工程四期和深空探測工程將全面拉開序幕[10]。 嫦娥四號，人類機具首次登陸月球背面全景图
- 1月20日——為紓緩港島北岸龐大交通流量而興建的香港中環灣仔繞道建成，首階段通車。

### 2月
- 2月5日——中國大陸科幻電影《流浪地球》《疯狂的外星人》上映[11]。
- 2月8日——台灣交通史上，首度發生航空機師大罷工。
- 2月13日——美國國家航空暨太空總署（NASA）正式宣布無人駕駛太陽能探測車「機會號」任務告終。昨晚嘗試與失聯8個月（2018年6月10日）的機會號取得最後聯繫。服役近15年間不僅找到水曾存在火星的證據，更加深人類對這顆紅色星球的認識。創下首次人造物體行走28.06英里（45.16公里）在類地行星完成馬拉松的紀錄[12]。
- 2月16日——尼日利亞舉行總統選舉。
- 2月22日：
  - 日本探測機隼鳥2號（Hayabusa 2）對距離地球3億4千公里外的小行星龍宮（Ryugu）成功首次登陸。龍宮小行星被認為含有相對大量46億年前的有機物質和水，似乎保留了太陽系在46億年前誕生時的狀態，可說是「時空膠囊」[13]。
  - 維珍銀河太空船2號團結號 VF-01（英语：VSS Unity VF-01）第5次試飛成功，本次除了兩名飛行員之外，還承載獲得商業太空飛行資格的第三名神秘真人女乘客貝絲·摩西斯（英语：Beth Moses）。藉著巨大的母艦白色骑士2号置於大約13.7公里的起始高度後升空，借助火箭馬達的動力爬升到55.85 英里（89.918公里）的高度，是VSS Unity有史以來達最高的高度，在速度方面則高達3.04馬赫（時速3754公里），也是維珍銀河有史以來最快的速度。尚未達到卡門線所定義太空邊緣的海拔100公里高度[14]°
- 2月27日——全球網路衛星OneWeb搶先對手達成了重大的突破，由一支Soyuz火箭攜帶著首六枚OneWeb通訊網路衛星（英语：OneWeb satellite constellation）(2019-010E （页面存档备份，存于）)順利升空。OneWeb將會是SpaceX Starlink的重要競爭者之一，目標都是靠著極低軌道的衛星，來帶來高速、低延遲的網路[15]°
- 2月28日——美國新型航空母艦艦載機F-35C，正式在美國海軍服役。之前空軍F-35A、海陸F-35B相繼服役，天空進入第五代戰鬥機F-35時代。

### 3月
- 3月1日——日本因火箭升空50周年而播出多啦A夢電影作品——大雄的月球探測記。
- 3月5日——正值中国“两会”召开之际，中國航天科技集團（AASPT）第四研究院白鹿原试验新區(34°12′38.47″N 109°11′08.99″E / 34.2106861°N 109.1858306°E)下午2点，伴随着巨大的轰鸣声，长征十一号(CZ-11)由四院自主研制的200吨推力先进固体火箭发动机地面热试车获得圆满成功。该发动机是四院瞄准未来商业航天发射市场需求，研发的一型目前国内装药量最多、推力最大的高性能纤维缠绕复合材料壳体整体式固体发动机，发动机直径2.65米，装药量71吨，推力200吨，采用了多项新技术，综合性能达到世界一流水平，可为我国新一代固体运载火箭的研制提供更强劲、性价比更高的先进动力，有力增强了固体运载火箭在商业航天发射市场的竞争力[16]。
- 3月8日——商用載人太空船SpaceX龍飛船2號 載人龍飛船示範1號，承載著假人「里普利（Ripley）」2019-011A （页面存档备份，存于）與大約136公斤重的貨物脫離國際太空站。安全降落大西洋上， 完成首次試飛成功。
- 3月10日——衣索比亞航空一架波音737MAX 8型飛機在起飛階段墜毀，機上人員全數遇難。在5個月內，同型客機類似情形，發生第二次重大空難（第一次為獅子航空610號班機空難）。各國政府陸續宣布暫停波音737MAX系列客機商業營運。
- 3月12日——Google更改Google doodle，以紀念全球資訊網發明30周年[17]。
- 3月13日——美國聯邦航空總署(FAA)正式簽署波音737 MAX停飛令 （页面存档备份，存于）。
- 3月15日：
  - 1名枪手闯入新西兰克赖斯特彻奇的光明清真寺和林伍德伊斯兰中心進行襲擊，共造成50人死亡。新西兰总理杰辛达·阿德恩定性该事件为恐怖袭击。
  - 紐約哈德遜城市廣場，在這個摩天樓群中，還有這座形如蜂巢的雕塑型建築Vessel，正式對公眾開放。行人可以順著台階，垂直上下、360度欣賞周邊景觀[18]。
- 3月18日——港鐵兩列列車在深夜測試新訊號系統時，在荃灣綫中環站與金鐘站之間相撞，這是香港地下鐵路（2007年兩鐵合併後成為港鐵）通車40年以來首次列車相撞事故。
- 3月19日——哈萨克斯坦总统努尔苏丹·纳扎尔巴耶夫宣布辞职，结束长达28年总统任期，由时任哈萨克斯坦参议院议长卡西姆若马尔特·托卡耶夫接任，哈萨克斯坦首都也由阿斯塔纳更名为努尔苏丹，以纪念纳扎尔巴耶夫。
- 3月20日——华特迪士尼公司與21世紀福斯正式合併，且收購金額高達713億美元。收購協議以外業務分割組成福斯公司代替21世紀福斯上市。
- 3月24日：
  - 泰國舉行大選。
  - 中國航天科技集團有限公司官方微博宣布長征九號超重型運載火箭，500噸級液氧煤油發動機燃氣發生器-渦輪泵聯動試驗取得圓滿成功[19]。
- 3月25日——蘋果公司一連宣布推出五大服務，包括傳聞已久的串流影音服務「Apple TV+」、全新Apple TV app；新聞雜誌訂閱服務「苹果新闻」、遊戲訂閱服務「Apple Arcade」，以及信用卡服務「Apple Card」[20]。
- 3月27日——印度首次以導彈摧毀在地表上空三百公里軌道運行的人造衛星，執行這次代號為「女神力量行動」的試驗（Mission Shakti）（英语：2019 Indian anti-satellite missile test）， 是繼美國、蘇聯與中國之後，第四個成功試射這種反衛星武器的國家。總理納倫德拉·莫迪宣告全國：「印度加入航天四強俱樂部 」[21]。
- 3月30日——上海市虹口區已建成第228個5G基站，實現了1G固定寬頻網路和5G網絡全區覆蓋，成為中國「雙Gbps第一區」[22]。
- 3月31日——中國人民解放軍空軍2架殲-11戰鬥機越過臺灣海峽中線上空，並進入臺灣西南面空域飛行，中華民國空軍緊急調派戰鬥機攔截示警，殲-11飞行大約10至15分鐘後離去。此次事件是中國人民解放軍空軍戰鬥機自2011年後首次越過臺灣海峽中線，也被認為是自1999年後首度有意越過臺灣海峽中線[23][24]。

### 4月
- 4月1日——日本政府发布新年号，定为“令和”，取自日本古典诗歌集《万叶集》中“初春令月，气淑风和”。
- 4月1日——日本政党令和新选组于年号公布当日成立，寓意为新时代新选择的政党。
- 4月2日——根據美國商務部本週發布的報告，美國「非店面」或網路零售額的總市場占比有史以來首度高於一般銷售額[25]。
- 4月3日
  - 马来西亚前首相纳吉·阿都拉萨涉嫌的SRC国际有限公司4200万令吉贪污罪案开始受审[26]。
  - 大韓民國成為全球第一個提供第五代無線通訊（5G）商業服務的國家，但範圍僅限於首爾都會區。三大無線電信商KT、SK Telecom和LG Uplus，都將為三星電子的Galaxy S10 5G智慧手機用戶提供5G網路服務[27]。幾小時後，美國電信商威瑞森（Verizon）的5G商用服務也在芝加哥和明尼阿波利斯上線[28]。標誌着全球正式進入5G新紀元。
- 4月4日——北大西洋公約組織成立70週年。
- 4月4日——中華民國先總統蔣中正逝世44週年。
- 4月6日——23時59分41秒至42秒（UTC+0）之間GPS週值歸零（Week Rollover）。[29][30]
- 4月8日——亞馬遜提出古柏計畫（英语：Project Kuiper），計劃發射3236顆衛星，讓地球上任何一個角落的人都能夠使用高速網路。全球網路衛星含三種不同高度的軌道，其中將發射784顆衛星位於367英哩（約590公里）、1296顆衛星至379英哩（約610公里）、以及1156顆衛星至391英哩（約630公里）。此外，包括波音、加拿大通訊公司Telesat（英语：Telesat）、SpaceX(Starlink)、一網公司(OneWeb)也有類似的計畫[31]。
- 4月9日——日本航空自衛隊一架由三菱重工生產的F-35A初號機在太平洋夜間航行，直接墜毀。F-35從2006年首航以來只摔過兩次，一次是F-35B去年九月在美國失事，這一次則是F-35A首度失事[32]。
- 4月10日——多國同步發表人類史上，天文學家通過事件視界望遠鏡收集成的第一張黑洞照片。
- 4月11日：
  - SpaceX獵鷹重型運載火箭首次商業運轉，發射成功。
  - 為期逾一個月的2019年印度大選首階段開始。5月23日點票，同日公布結果。[33]
  - 以色列非營利組織SpaceIL團隊的月球登陸器創世紀號準備降落月球表面之前出現一系列故障，最後墜毀於月球，以色列成為第四個在月球著陸國家的夢想破滅。目前已有七個國家的飛行器飛到月球軌道(之前的六个分别为苏联月球10号、美国月球轨道器1号、日本飛天號、欧洲空间局SMART-1、中国嫦娥一号、印度月船1号)，但僅有美國、前蘇聯和中國大陸太空船成功在月球「軟著陸」。美國是唯一派人踏上月球的國家[34]。
- 4月12日——美國總統川普和美國聯邦通訊委員會FCC主席裴伊（Ajit Pai）在白宮宣布，訂於12月10日拍賣三個5G系統的頻譜，並宣布成立204億美元的「鄉村數位機會基金」，協助鄉村地區在未來十年建立高速寬頻網路。他再度強調：「5G的競賽是美國一定要贏的競賽[35]。」
- 4月13日——世界最大飛機平流层发射系统，於加州莫哈韋太空港（英语：Mojave Air and Space Port）首次飛行成功。這架飛機頭尾機身長度72公尺，總翼展寛117公尺，重達225公噸，以6具噴射引擎為動力。要吊掛一具重達250噸的太空火箭，並且可以爬升到11公里的平流層高度，飛行員將從飛機上發射火箭，然後飛機將安全帶回莫哈韋，至於火箭會將衛星送入地球上空約482公里至1900公里的太空軌道（端看載荷的重量）[36]。
- 4月14日：
  - 史詩奇幻電視影集，HBO巨作權力遊戲最終季，全球各地同步首播[37]。
  - 一級方程式賽車舉行第1000場賽事。
- 4月15日：
  - 隶属于中國海洋石油有限公司的中國大陸首座第六代深水半潛式鑽井平台“海洋石油981”在南海打出第一口深海油氣井。這是該平台自2012年投產以來完鑽的首口深水開發井，也是中华人民共和国海上鑽井平台完鑽的首口深水開發井[38]。
  - 法國公路原點、巴黎市中心，歷史悠久的聖母院發生祝融之禍。主建築尖塔塌毀，僅存鐘樓完好[39][40]。
- 4月17日：
  - 印度尼西亞舉行大選，合資格選民選出新總統及各級人員[41]
  - 新加坡樟宜機場的核心位置，「星耀樟宜」（Jewel Changi Airport）正式對外開放。主體中心擁有全世界最高的室內瀑布雨漩渦(Rain Vortex)，高度達40公尺，瀑布從屋頂圓形缺口處傾瀉而下，屋頂的露天部分還可以搜集雨水，「雨漩渦」也有助於達到部分降溫效果[42]。
- 4月19日——马来西亚首相马哈迪·莫哈末推介“5G马来西亚：社群跃进”展览会，展示大马的5G梦想与实践。“5G马来西亚”的推介也是延续马哈迪在1996年提出的多媒体超级走廊发展项目，以发展马来西亚成为数字经济的典范[43]。
- 4月20日——阿富汗舉行總統選舉。
- 4月21日——斯里兰卡发生連環爆炸案，分布于首都科伦坡、內貢博、巴提卡洛阿等城市，涉及3个教堂及4家酒店。造成300多人死亡。
- 4月22日——全球超級大片《復仇者聯盟：終局之戰》在洛杉磯會展中心世界首映禮，並於24日在世界各國上映[44]。
- 4月23日：
  - 中國人民解放軍海軍建軍七十周年舉行海上閱兵式。萬噸級055型飛彈驅逐艦南昌艦正式服役亮相[45]。
  - 俄罗斯在北德文斯克船厂举行09852型“别尔哥罗德”号(Belgorod)（英语：Oscar-class submarine）核潜艇下水仪式。它将是令西方胆寒的“波塞冬”(Poseidon)（英语：Status-6 Oceanic Multipurpose System）核动力无人潜航器的运载工具。俄海軍專家称,对于俄海军来说,这一核潜艇下水是一个非常重要的事件,因为该潜艇服役后,将从根本上改变海战规则,让敌人海军只能处于被打击的地位[46]。
- 4月24日——美國加州的噴氣推進實驗室（Jet Propulsion Laboratory，簡稱JPL）宣布，NASA的機器人探測器洞察號（InSight）感測到了來自火星內部的震波訊號，這是人類史上第一次在地球以外的行星上，發現類似地球板塊運動的震動[47]。
- 4月28日——美國商人兼探險家維克多·韋斯科沃（英语：Victor Vescovo）駕駛著他的「DSV Limiting Factor」號潛艇（英语：Triton Submarines），觸及了馬里安那海溝10,928米深處，剛剛比的里雅斯特号的多了12米，刷新了1960年的人類潛水紀錄[48][49]。
- 4月30日：
  - 日本第125代天皇明仁（年號平成）正式退位，成為二百年來日本首位生前退位的日本君主[50]。皇太子德仁親王將繼承皇位。
  - 大韓民國總統文在寅在參訪三星工廠時發表了「系統半導體(SoC)願景及策略」。韓國的目標是要在二〇三〇年前躍居記憶體與非記憶體半導體產業的雙霸主。韓國計畫在目前晶圓代工的全球市占率從百分之十六擴大到百分之三十五，成為全球最大的晶圓代工國。非記憶體代工頭號對手正是台灣的台積電。文在寅說：「我們的目標很明確。」「在二〇三〇年前南韓在半導體積體電路設計的市占率要擴大到百分之十，成為一個全面的半導體強權。」[51][52]

### 5月
- 5月1日——日本皇太子德仁親王即位第126代天皇，改年號「令和」。[53]
- 5月4日——中國位在四川夾江大山深處（29°46′12.4″N 103°28′33.7″E / 29.770111°N 103.476028°E）、中國第一代核潛艇動力研發試驗基地「中国核动力研究设计院九〇九基地」正式公開。该基地是中國核能三步走（熱堆-快堆-聚變堆）戰略中，最後一步「核聚變堆（反應器）」研發的核心單位，參加了國際熱核聚變試驗堆（ITER）計畫，這也是中國迄今為止參加的最大國際項目[54]。
- 5月8日——南非舉行大選。
- 5月9日——電商巨擘亞馬遜創辦人貝索斯公布他的登月計畫，並首次展示由他創辦的太空公司藍色起源所設計的藍月登月器（英语：Blue Origin Blue Moon），他說他計劃讓美國人於2024年重返月球[55]。
- 5月10日——美國將2,000億美元中國輸美產品的加徵關稅稅率，自10%調高至25%，但這批清單以網通設備、電路板等零組件為主[56]。
- 5月13日——北京首都都會區第二個國際機場：大興機場，首度民航客機試航起降。
- 5月14日－5月18日——2019年欧洲歌唱大赛在以色列舉行。
- 5月15日——美國總統川普透過「國家緊急狀態」的頒布，授權美國商務部對「威脅美國國安」的中國科技企業——華為——採取「進出口管制禁令」[57]。
- 5月16日：
  - JR東日本公司開發製造的東北及北海道新幹線新型試驗車輛ALFA-X『Advanced Labs for Frontline Activity in rail eXperimentation』，車鼻頭流線型長約22公尺，延伸至第9號車箱。10日開始試車，並於今天凌晨首度在媒體前公開亮相，未來將挑戰最高時速360公里[58]。
  - 日本系統大廠富士通開發可進行量子運算的特殊應用晶片。在富士通論壇中，發表Fujitsu Digital Annealer解決方案及Digital Annealing Unit（DAU）晶片，首創結合傳統運算與量子運算的最新技術，以量子運算概念為基礎所打造的數位電路結構設計，能高速、有效地使用巨量資料進行組合最佳化演算[59]。
- 5月17日——中華民國立法院三讀通過同性婚姻專法（司法院釋字第748號解釋施行法 （页面存档备份，存于）[60][61]），成為亞洲第一個同性婚姻合法化國家，並自5月24日凌晨0:00起生效。
- 5月18日——澳洲舉行大選。
- 5月20日：
  - 第26屆國際計量大會一致通過了新的國際單位制基本單位定義的提案生效。
  - 美國商務部晚間宣布：為了避免一般客戶權益受損，並給予美國企業配套緩衝，針對華為的出口管制禁令，即日起將進入為期90天的「寬限觀察期」。美中科技冷戰已由此揭開序幕，如此形同築起一道數位鐵幕，全球將形成彼此互斥的兩個技術領域[62]。
  - 中國與歐盟首次簽署民航領域協定(BASA)（英语：Bilateral Aviation Safety Agreement），《中華人民共和國政府和歐洲聯盟民用航空安全協定 （页面存档备份，存于）和《中華人民共和國政府和歐洲聯盟關於航班若干方面的協定》，定於2020年9月1日協定正式生效 （页面存档备份，存于）[63]。
- 5月22日——美國波音（Boeing）737 MAX 8接連發生兩起致命空難後，波音延遲交機，中國前3大航空公司中國南方航空、中國東方航空和中國國際航空都向波音索賠[64]。
- 5月23日：
  - 美國聯邦航空總署（FAA）在德州沃斯堡（Fort Worth）舉行會議，聚集全球航空監管機關，對波音的軟體檢修與機師訓練檢討作更新。及決定何時允許目前禁飛的737 Max 恢復執行航班，這對波音公司來說將是一項至關重要的考驗[65]。
  - 中國中車研發的時速600公里高速磁浮列車計劃，原定2020年研製出「試驗樣車」。車頭前端53公尺部分，今上午提前在山東青島「下線」亮相（即產品完成生產線組裝製造）[66]。
  - 美國億萬富豪馬斯克的太空探索科技公司發射火箭，將提供衛星網路服務星鏈計畫中的首批60枚衛星送上太空，未來將發射1萬2000枚衛星從太空提供全球網路服務。這次發射讓SpaceX與競爭對手OneWeb成為太空網路先驅，但遠遠領先亞馬遜創辦人兼執行長貝佐斯的心血結晶古柏計畫（英语：Project Kuiper）[67]。
- 5月23日－5月26日——2019年歐洲議會選舉舉行。

### 6月
- 6月1日——中國對原產於美國價值600億美元的部分進口商品提高到加征5%~25%的關稅。
- 6月2日——最新型、射程能達美國本土巨浪-3型潛射彈道飛彈，在遼寧渤海區域通过疑似09VI型戰略核潛艦潛射，目標是位於新疆的靶場[68][69]。
- 6月3日——蘋果iTunes退出市場，宣告數位媒體的雲端時代到來。
- 6月4日——河南省开封市中级人民法院对前企业家、尉氏县人大代表、强奸罪罪犯赵志勇执行死刑。
- 6月5日：
  - 长征十一号固體運載火箭在黃海海域成功发射“一箭七星” 是中国航天首次海上平台发射。
  - 在中俄建交70周年的重要歷史節點，習近平和普丁在莫斯科克里姆林宮共同宣布，將兩國關係提升為「中俄新時代全面戰略協作夥伴關係」。習近平說，他今天與普丁簽署兩項重要聲明，一是宣布發展中俄新時代全面戰略協作夥伴關係，在兩國建交70周年這一重要年份，賦予雙邊關係新的定位和內涵；二是宣示共同維護全球戰略穩定，體現中俄的擔當精神和兩國戰略協作的積極效應，這在當前具有特殊重要意義[70]。
- 6月6日——中華人民共和國工業和信息化部正式向中國電信、中國移動、中國聯通、中國廣電發放5G商用牌照，大陸正式進入5G時代[71]。
- 6月7日－7月7日——2019年國際足協女子世界盃在法國開幕。
- 6月9日——香港舉行反送中大遊行。主辦單位民間人權陣線公佈有103萬人遊行，是自1997年香港主權移交後最大規模的遊行。警方則公佈在高峰期有24萬人，是2003年7月七一遊行後香港最大規模的遊行。
- 6月10日——美國 F-35 戰鬥機引擎製造商聯合技術公司與國防大廠雷神公司，宣布將合併為雷神科技公司（Raytheon Technologies）。該交易預計將於明年上半年完成，將成為僅次波音、空客，全美第二大、全球第三大航空航天和國防公司[72]。
- 6月12日：
  - 香港發生反對逃犯條例修訂草案佔領行動，並發生警民衝突。香港警方施放催淚彈並首次發射橡膠子彈驅散示威者，至少造成72人受傷。
  - 中國、美國、俄羅斯3國相互競爭加快高超音速武器試驗之際，印度DRDO（国防研究与发展组织)在孟加拉灣沿岸的奧迪沙試驗場進行了自行研製的高超音速技術驗證機(HSTDV)（英语：Hypersonic Technology Demonstrator Vehicle）的首次飛行試驗未獲成功[73]。
- 6月15日：
  - 马来西亚首相马哈迪·莫哈末对英国展开为期3天的工作访问[74]。
  - 蘋果公司(Apple)在台北信義A13，台灣第二間Apple store直營店、首座獨棟旗艦店，正式創意在此登台。CEO庫克推特發文：「大家作伙來！」慶祝。
- 6月16日：
  - 马来西亚首相马哈迪·莫哈末在剑桥学生会发表题为《大马和东南亚民主》的演讲[74]。
  - 香港民間人權陣線發起的反修訂《逃犯條例》第四次遊行，大會公布有接近200萬人參與，超越1989年聲援北京六四天安门事件學生的全球華人大遊行，創下香港史上遊行人數最高的記錄。警方則表示高峰期有33.8萬人次遊行，依警方數字則是自2003年七一大遊行後最大規模的遊行。[75]
- 6月17日：
  - 中華民國蔡英文政府修法公投法三讀通過，2020年公投不綁總統大選。2021年起創制、複決與選舉、罷免(公民的四種政權)脫鉤[76]。
  - 超級電腦TOP500史上第一次所有入榜的超級電腦每秒效能全都達到Petaflop等級，其入榜最低門檻為1.022 petaflop/s。這次的前兩名都由美國包辦，它們是由IBM所打造的Summit與Sierra，效能分別達到148.6 petaflop/s與94.6 petaflop/s。三、四名則是中國的中國神威・太湖之光與Tianhe-2A，效能則是93.0 petaflop/s與61.4 petaflop/s[77][78]。
- 6月18日——Facebook正式宣布2020年發行被喻為「新全球貨幣」的Libra新支付計畫[79][80]。
- 6月20日——中電控股發出上市以來首次盈警，受澳洲業務拖累，預期中期業績錄得虧損，消息公布後翌日股價最多急跌5.5%，收市跌4.27%，是表現最差藍籌，亦是該股2008年金融海嘯以來最大跌幅。
- 6月21日：
  - 香港有香港學界反對逃犯條例修訂草案圍堵行動。
  - 美國商務部將四家中國開發超級電腦的企業與一間研究機構列入出口管制黑名單，禁止他們取得美國技術和零組件[81][82]。
  - 微軟公司創辦人比爾蓋茲與活動訂票網站Eventbrite創辦人哈茲（Julia Hartz）共同出席創投公司Village Global舉辦的創業家對談。表示微軟當年錯過行動趨勢讓自己懊悔至今，坦言當初讓谷歌開發Android平台是他畢生最大失誤，而這個錯誤的決定足足讓微軟損失4千億美元[83]。
  - AR新款遊戲《哈利波特：巫師聯盟》正式發行上市。
- 6月25日：
  - 美國的流行樂天王迈克尔·杰克逊逝世十周年。
  - 深空原子鐘樣本2019-036C （页面存档备份，存于）首次發射試飛，有望成為有史以來最穩定的太空原子鐘。該項目首席研究員、NASA噴氣推進實驗室的伊爾·舒伯特在新聞發布會上說，這種迷你原子鐘將安裝在未來的宇宙飛船或衛星上，可能“徹底改變我們的航天器在深空的導航方式”[84]。
- 6月28日－6月29日—— 二十国集团峰会在日本大阪舉行。

### 7月
- 7月1日：
  - 台灣雙北的公車收費模式改成上下車皆須刷卡，正式進入 大数据時代。
  - 《上海市生活垃圾管理条例》正式生效，宣告上海进入生活垃圾强制分类时代。[85]
  - 日本退出國際捕鯨委員會之後，正式恢復商業捕鯨，將只在日本領海與沿海323公里專屬海域進行，不會在南極與西北太平洋海域，也就是過去大部分研究捕鯨活動進行的區域[86]。
  - 2019年香港七一事件，示威者佔領及裝修香港立法會綜合大樓。[87]
  - 日本與大韓民國因二戰強徵用勞工賠償（遭日本企業強徵的韓國勞工）爭議關係惡化。日本政府經濟產業省宣布，將加強對韓國的半導體材料出口管制，管制措施四日起實施，範圍包括生產可撓式ＯＬＥＤ顯示器所需的氟聚酰亞胺（Fluorine Polyimide）、光阻劑（resists）和用於蝕刻矽晶圓的氟化氫（hydrogen fluoride），將從現行可簡化程序改為每次出口都須審查，耗時約需九十天，被視為是對韓國的反制措施[88][89]。
- 7月2日：
  - 2019年7月2日日食發生，為一次日全食，南美洲可見[90]
  - 法國參議院進行最終投票，正式通過「反常教育暴力法案」，此法案適用於學校與家庭，使法國成為全球第56個禁止對兒童進行體罰的國家[91]。
  - 台灣人工智慧晶片聯盟（AI in Chip Taiwan Alliance，AITA） （页面存档备份，存于）正式成立。
- 7月3日－7月14日——2019年夏季世界大學運動會在意大利拿坡里舉行。
- 7月4日——俄國斥資 3.36 億美元（約 100 億新台幣）打造的海上浮動式核電廠（英语：Russian floating nuclear power station）「羅蒙諾索夫院士號」(Akademik Lomonoso)正式營運。這座海上核電廠在 8月23日啟程，沿著北海航行約 6400 公里，抵達位於俄國東北方海域，北極圈內的小鎮佩韦克(Pevek)，可望在12月從海上供應電力併網[92][93]。
- 7月6日：
  - 荃民議政於荃灣成立。
- 7月7日：
  - 非洲國家在尼日進行的非洲聯盟（AU）峰會，正式推出具里程碑意義的自由貿易區，這個非洲大陸自由貿易區（AfCFTA）備受期待，被譽為向整個非洲大陸「和平繁榮」的目標邁出歷史性的一步[94]。
  - 2019年7月7日香港反對逃犯條例修訂草案遊行：香港首次有民眾於九龍舉辦反對逃犯條例修訂草案遊行，大會指有逾23萬人參與，警方稱最高峰有5.6萬人。警方表示派出2000個警力應對。[95]。
- 7月9日：
  - 國立台灣史前文化博物館、國家海洋研究院與日本國立科學博物館「跨越黑潮-復現3萬年前的航海實驗計畫」圓木舟航行，從台灣台東出發航行耗時46小時，跨越226.08公里，舟上五名漿手在上午10時48分順利抵達日本沖繩與那國島，此項航行實驗計畫的成功，為證實「日本人的來源路徑」由台灣跨越黑潮進入沖繩列島的可能路徑說(南方起源說)[96]。
  - Visa致力推廣行動支付，宣布台灣「EMV®國際通用掃碼支付」正式上線，讓更多消費者能使用數位支付。現已串聯十大錢包括台灣行動支付錢包、台新銀行卡得利、永豐銀行豐錢包、渣打銀行行動銀行、華南銀行行動網、兆豐銀行兆豐Pay、彰銀行動網彰銀錢包、第一銀行第e行動、合作金庫合庫E Pay與台灣企銀行動銀行行動支付[97]。
- 7月10日：
  - 長榮空服員罷工創下了台灣航空史五大紀錄，分別是「罷工天數、取消航班、參與人數、影響客次、營運損失」[98]。
  - 德國福斯經典車款金龜車（Beetle）於1938年問世後曾經風靡全球，無奈不敵休旅車當道，最後一輛金龜車在墨西哥普埃布拉工廠下線後，80年的風華走入歷史，未來福斯將把生產重點擺在電動車及其他車款[99]。
  - 科學家跨國團隊在「自然」期刊（Nature）發表論文報告證實，1970年代在希臘南部阿比笛瑪洞穴的角礫岩堆中，發現的2塊頭骨化石，分別屬於21萬年前、17萬年前的史前人類。這是全世界已知第3古老的智人遺骨，也是非洲大陸外智人最早的生存證據，把智人抵達歐洲的時間點再往前推超過15萬年。2年前，科學家鑑定北非摩洛哥一處考古遺址的5人化石遺骸，發現竟為31萬年前的「早期智人」（Archaic Homo sapiens），推翻「最早的智人來自26萬年前南非」的說法。[100]。
- 7月11日——法國參議院(Senate) 通過新法令 ，並於24日由總統簽署，翌日生效。成為歐盟第一個徵收「數位服務稅」(Digital Service Tax, DST) 的國家[101]。
- 7月12日－7月28日——2019年世界游泳锦标赛在大韩民国光州举行。
- 7月12日：
  - 法國海軍新一代核子攻擊潛艦「梭魚級」（Barracuda-class）首艦「蘇弗朗號」(Suffren)（Q284）在法國西北部瑟堡（Cherbourg）的乾船塢下水，將於2020年展開海試[102]。
  - 科學進展期刊（英语：Science Advances）登載英国格拉斯哥大学的物理学家保罗-安托万·莫罗（英语：Paul-Antoine Moreau）带领团队首次拍摄到量子纠缠的照片[103]。
- 7月13日：
  - 法國總統馬克宏宣布，將建立新的太空部隊司令部，將在2020年9月成立並隸屬於法國空軍底下，以提升國防能力[104]。
  - 香港光復上水行動，反對水貨客遊行活動，主辦單位指3萬人參與遊行，警方指最高峰有4千人參加。行動中最少造成10名警員送院，14名男傷者送往北區醫院，包括法新社女記者的多名記者受傷。
- 7月14日：
  - 法國巴士底日閱兵，一位表演者為40歲的法國發明家法蘭克．薩帕塔（英语：Franky Zapata），展示他將這項發明稱為空中飛行滑板（英语：Flyboard Air）[105]。
  - 2019年溫布頓網球錦標賽男子單打決賽，整場比賽歷時4小時又57分鐘，是溫網史上最長單打決賽。
  - 2019年7月14日香港反對逃犯條例修訂草案遊行：香港首次有民眾於新界舉辦反對逃犯條例修訂草案遊行。主辦單位稱有逾11.5萬人參與，警方稱最高峰有2.8萬人。這次示威造成嚴重的警民衝突，至少40人被捕，28人受傷，當中包括10名警員受傷。有示威者被警員拗手腕，也有警員被示威者咬斷手指。[106]
- 7月15日：
  - 人類登月五十周年之際，印度航天的月船二號(Chandrayaan-2)(2019-042A （页面存档备份，存于）)發射升空前1小時，因故延後至7月22日14時59分54秒IST，達成星箭分離。此任務將挑戰第四個月球上軟著陸成功的國家。
  - 英格蘭銀行公布了新一代的「50英鎊塑膠鈔票」，設計主題人物為二戰期間破解德軍密碼的「電腦與AI之父」圖靈(Alan Turing)。這也是英國「紙鈔換膠鈔」計畫中，最後公布、發行的新版英鎊鈔票。新鈔預計將於2021年正式發行，以取代目前 £50 上英國工業革命時，聯手發展蒸汽機的科學家瓦特（James Watt）與工程師博爾頓（Matthew Boulton)[107]。
- 7月18日：
  - 台鐵表示，台北車站年底將改為ＬＥＤ電子化時刻表。仿效自早年航空登記資訊時刻表，使用了卅年機械翻牌式時刻表將確定「退役」移到國立臺灣博物館鐵道部館[108]。
  - 港鐵首度發盈警，表明要為沙中線紅磡站工程及安排屯馬線通車撥備20億元，消息公布後翌日股價低見53.65元，挫3.7%，收市報54.2元，仍跌2.7%，是今日表現最差藍籌股。[109]
- 7月21日——香港2019年7月元朗襲擊事件及2019年7月21日香港反對逃犯條例修訂草案遊行：示威者用噴漆塗污位於西環的香港中聯辦大樓的閉路電視，亦朝中聯辦招牌噴黑打叉，又噴上「x支那」、「支聯辦」、「fk支那」，並向中華人民共和國國徽投擲黑色漆彈致國徽表面污損，也示威者向中聯辦大樓內投擲雞蛋，其中中聯辦招牌及國徽被擲中，中聯辦玻璃幕牆上的痕跡延伸三層樓，是香港回歸以來首次中聯辦遭受較嚴重的破壞。元朗方面，數百名建制派示威者手持棍及藤條的白衣人士衝入港鐵西鐵綫元朗站收費大堂、月台以至車廂內肆意襲擊市民。
- 7月25日：
  - 北京星際榮耀空間科技有限公司研製的雙曲線一號遙一長安歐尚號運載火箭，將气球卫星和BP-1B卫星(2019-043A （页面存档备份，存于）)在酒泉衛星發射中心成功發射。這是大陸民營商業運載火箭首次入軌發射成功，并实现了“一箭双星”[110]。
  - SpaceX 公司首次成功發射與降落原型火箭 Starhopper（英语：Starhopper），雖然是一個短暫22秒鐘、離地20公尺的測試，卻是該公司邁向新一代大獵鷹火箭的巨大飛躍。Starhopper 是星艦的測試模型，後者是 SpaceX 正在開發的大型太空船，目標是同時運送多達 100 人上太空[111]。
  - 日本大阪大學西田幸二（日语：西田幸二）教授等人领衔的团队，使用人類誘導性多能幹細胞（iPS）培養片狀角膜組織，成功在一名40多歲嚴重眼角膜疾病女患者的左眼進行移植手術，這是世界臨床試驗首例[112]。
- 7月26日：
  - 中國动画电影《哪吒之魔童降世》上映。[113]
  - 香港繼續有集會，機場員工及其他市民於香港國際機場大堂聚集抗議2019年7月元朗襲擊事件及警方在2019年7月21日香港反對逃犯條例修訂草案遊行中以武力清場的行動。示威者舉起標語，包括發出 Tourist Warning (旅客警告) 及呼籲遊客 Do not trust the police or the government (不要相信警察或政府) 等字眼標語。[114][115][116][117]
- 7月27日——香港示威者於元朗集合，爆發警民衝突。
- 7月29日——新加坡華裔藝人周崇慶為當局推廣的電子支付系統Epay （页面存档备份，存于）拍攝宣傳照片，一人分飾四角，包括扮印度人和穆斯林婦女，被轟製造刻板種族印象。周崇慶所屬的國營廣播公司新傳媒（Mediacorp）為此道歉[118]。
- 7月30日——第十六任马来西亚最高元首蘇丹阿都拉加冕典禮在吉隆坡国家皇宫舉行。
- 7月31日：
  - 美國聯準會（Fed）於下午2時宣布降息。聯邦利率降息1碼，基準利率區間為2％至2.25％，幅度符合金融市場普遍預期，這也是2008年金融海嘯以來首次降息。不過聯準會強調，這非長期降息循環的開始，美股由紅翻黑，三大指數都收低，道瓊指數下跌333點[119]。
  - 美國行星學會（The Planetary Society）宣布，上月發射升空的太陽帆飛船光帆二號（英语：LightSail 2）(2019036AC （页面存档备份，存于）)成功利用太陽光子為動力提高自身的軌道，進行變軌[120]。

### 8月
- 8月1日——中華民國教育部 （页面存档备份，存于）實施108年課網 （页面存档备份，存于），正式進入「十二年國民基本教育」的時代。
- 8月2日：
  - 美國正式退出中程飛彈條約，是美俄自冷戰以來的最嚴重摩擦。美國和俄羅斯互控對方違反條約，私下製造及部署中程飛彈，實施逾卅年的條約瓦解。北約（ＮＡＴＯ）及盟國憂心，全球將再次陷入軍備競賽[121]。
  - 大韓民國與日本互相剔除享有優惠待遇地位的貿易「白名單」。今後韓國產品出口到日本時，必須申請個別許可，反之亦然[122]。
- 8月4日——法國發明家法蘭克．蕯帕塔（英语：Franky Zapata）成功乘飛行滑板花了二十二分鐘(包含中途海上平台加油)，飛行三十五公里，橫越多佛海峽。早上自法國北部城市加萊（Calais）附近的桑加特（Sangatte）起飛，在英國南部肯特郡（Kent）多佛（Dover）的聖瑪格莉特灣（St Margaret's Bay）降落。空中飛行滑板（英语：Flyboard Air）的5個渦輪是由煤油驅動，時速可高達190公里[123]。
- 8月5日——2019年8月5日香港三罷行動：香港示威者發起罷工、罷市、罷課行動，多區出現大規模衝突，數區警署被市民包圍。
- 8月8日——中國科學院分子細胞科學卓越創新中心景乃禾團隊與多位中外科學家合作，成功繪製出小鼠胚胎發育過程中高精度「細胞繁衍家譜圖」。歷時8年，借助自主研發的全新技術，選取了小鼠早期胚胎中不同空間位置和發育時間的細胞進行系統分析，最終成功繪製了一張同時包含時間、空間信息的高精度細胞成長軌跡三維立體圖，成果發表於國際學術期刊《自然》[124]。
- 8月9日——中國大陸手機大廠華為在東莞松山湖基地舉行的2019全球開發者大會上，正式推出其自有的物聯網作業系統鴻蒙(HarmonyOS)，發布首款搭載的產品「榮耀智慧屏」[125]。
- 8月15日——第二次世界大戰結束74週年。
- 8月18日：
  - 香港維多利亞公園流水式集會由民間人權陣線發起，本來是遊行活動，因應警方發出反對通知書，而臨時演變的流水式集會。多達數百萬計之香港市民，撐著傘冒雨參與其中。由於維園未能容納數以百萬計市民，大批無法進入維園之市民遍佈灣仔至中西區一帶。
  - 美國在加州成功試射一枚陸基中程飛彈。這是美國退出中程飛彈條約後，卅二年來首度試射因條約禁止的陸基中程飛彈，也象徵美俄、甚至全球重返軍備競賽[126]。
- 8月19日——八一九事件28週年。
- 8月20日：
  - 美國副總統彭斯站在國家航空航太博物館（National Air and Space Museum）史蒂芬中心（Steven F. Udvar Hazy Center）陳列的太空梭發現號（Discovery）下方發表談話說：「8月29日我們將正式成立新的統一作戰司令部，也就是美國太空司令部[127]。」
  - 2019年巴西野火：根據巴西國家太空研究所（INPE）的記錄，今年亞馬遜熱帶雨林爆發的野火數量，創下歷史新高 ，共計39,194起。而煙霧吹向在距離超過1,700英里（2,700公里）的聖保羅[128]。
- 8月21日：
  - 中國船舶工業總公司716號研究所在微信帳戶上宣佈，「杰瑞」無人水面載具（JARI USV），此新型多用途攻擊無人艇下水。據稱它的排水量為20噸，是世上最小的神盾艦，並已形成初始戰力[129]。
  - 香港中華煤氣因業績差而捱沽，股價大跌5.26%至16.2元，是2008年11月以來最大的單日跌幅，亦是表現最差的恒指成分股。[130]
  - 遠東集團六大通路「數位支付」大串聯，遠東集團董事長徐旭東宣示，首度推出「Happy Go Pay」，是唯一可以串接各通路App的支付平台正式上線[131]。
- 8月22日——大韓民國政府決定不再續簽韓日軍事情報保護協定（GSOMIA)，若要廢止，必須在到期前90天書面通知對方，每年的通知期限定在8月24日[132]。
- 8月23日：
  - 香港之路，反對逃犯條例修訂市民於波羅的海之路30週年當日手牽手組成橫跨香港各區的人鏈，是香港一次和平的公眾活動，行動估計有21萬人參加。
  - 德國總理安格拉•默克爾（Angela Merkel）和法國總統馬克龍（Emmanuel Macron）敦促在七國集團首腦會議上，將亞馬遜雨林大火引發的國際緊急事件，對此事進行討論[133]。
- 8月24日：
  - 香港觀塘區發生反送中及反安裝智能燈柱示威活動，多條智慧燈柱被示威者破壞。
  - 為了提高人類關注保護海洋生態，一名西班牙耐力賽運動員50歲的德拉羅薩（Antonio De La Rosa）自6月9日起獨自從美國加州舊金山出發，划一艘立槳艇，橫渡太平洋前往夏威夷。經過長達76日5小時22分、全長4750公里的旅程後，他終於抵達終點檀香山，是全球第一人完成此創舉[134]。
  - 世界上最老的youtuber-快樂嬤過世
- 8月25日：
  - 第五屆澳門行政長官選舉舉行，唯一候選人賀一誠自動當選。
  - 香港警方首次使用水炮車驅散反送中示威活動的示威者，又向天開了一槍真槍。
- 8月27日——在太空進行祕密軍事測試計畫的美國空軍X-37B試驗機(OTV-5)刷新紀錄，剛完成第718天，目前此任務並沒有具體的結束日期。它要在達成所有的目標後，才會返回地球，也是歷來最長的軌道任務[135]。10月27日返回地球，總共在軌飛行779天17小時51分鐘。
- 8月28日——16歲的瑞典環保小鬥士童貝里（Greta Thunberg）乘坐掛著「團結在科學的一邊」（United Behind the Science）標語的零碳排放帆船「瑪麗齊亞二號」(Malizia II)，結束15天從英國橫跨大西洋的航行，抵達紐約。並獲邀出席9月23日在紐約舉行的聯合國氣候峰會[136]。
- 8月29日——美國總統川普在白宮玫瑰園，舉行美國太空司令部授旗典禮。這是美國國防部第11個聯合作戰司令部，首任司令空軍上將約翰·W·雷蒙德上任[137]。
- 8月30日：
  - 美國國家航空航天局（NASA）官網發布的哈伯太空望遠鏡（Hubble Space Telescope）拍到距離地球約1萬光年NGC 5307的行星狀星雲位於半人馬座，這代表一顆恆星正走向生命的盡頭[138][139]。
  - 天文學家根納季·鮑里索夫(Gennady Borisov)發現一個不尋常的高速物體進入太陽系，新物體被命名為C/2019 Q4鮑里索夫(Borisov)。這是繼斥候星之後，天文學家第2次追查到非太陽系的星際物體，顯示在太陽系之外，還有很多的星際物質[140]。
- 8月31日：
  - 2019年8月31日香港反對逃犯條例修訂草案示威，香港警方首次使用水炮車噴射藍色顏料水驅散示威者。
  - 馬來西亞62周年国庆日。
  - 華為在9月19日於德國慕尼黑推出Mate 30系列手機將無法使用Google生態系統的Apps和Google行動服務；對此，華為官方發布消息指出，華為方舟編譯器正式開源（開放原始碼）[141]。
- 8月31日－9月15日——2019年世界杯篮球赛在中华人民共和国舉行。

### 9月
- 9月3日——Google正式推出新一代行動作業系統，正名為「Android 10」，不再沿用以甜點名稱命名的方式，且連帶發表了全新的 Android LOGO 與識別，象徵 Android 系統平台也將進入全新時代[142]。
- 9月4日——香港行政長官林鄭月娥正式宣佈撤回《2019年逃犯及刑事事宜相互法律協助法例（修訂）條例草案》。[143]但此時距離反修例市民設下的6月20日死綫已超過兩個半月（期間有過千名市民受傷），更未有接納民間另外4項訴求，如撤控示威者、成立獨立調查委員會及落實雙普選。[144]民間記者會和勇武抗爭的示威者表明不會收貨，呼籲各界繼續抗爭[145]。
- 9月6日：
  - 加拿大約克大學團隊提出新的電子測量方法，測量質子正電荷的延伸程度，根據這項耗時 8 年才完成的物理實驗結果，該團隊證實質子可能真的沒有我們想像那麼大：最新数据表明Y質子半徑約 0.833 飛米(fm)。新論文發表在《科學》（Science）期刊[146]。
  - 中國第一艘國產極地探險郵輪「1號郵輪」。這艘極地探險郵輪耗時28個月建成在江蘇海門正式交付，是中國造船史上一次重大突破。該郵輪船長104.4公尺、型寬18.4公尺，設計吃水5.1公尺、船舶總噸8035噸、最高航速16.3節，可承載254人[147]。
- 9月7日——印度航天月船二號凌晨1時55分IST，制動開始實施月球軟著陸任務。距月面2.1km處，傳回地球信息斷訊，地面控制中心人員繼續努力分析数据。若登月計畫成功，印度將成為全球第四個成功在月球軟著陸的國家，證明印度的太空實力已達強國級別[148]。
- 9月11日——蘋果公司秋季發佈會（GMT+8）發佈iPhone11，iPhone11Pro，iPhone11ProMax三款搭載A13處理器的手機以及新iPad（第八代）[149]
- 9月12日——中國航天成功發射5米光學衛星(分辨率優於5米、光學遙感)資源一號02D(2019-059A （页面存档备份，存于）)，送入778公里高度與太陽同步的軌道。可見近紅外相機幅寬達115公里，可以實現大中型城市一次性全覆蓋。這台相機譜段較多，融合後圖像色彩會更鮮豔，並且能分辨地面2.5米的景物，街道、建築、車輛、山地水系、地貌形態等都清楚可見。該相機可以獲取過去需2台相機才能接收的景物信息，標誌著中國中分辨率光學遙感衛星正式進入業務化運行階段[150]。
- 9月13日——香港天文台總部下午錄得的最高氣溫為33.0度，是自有記錄以來最熱的中秋節。
- 9月16日：
  - 索羅門群島政府宣布與中華人民共和國建立邦交，並與中華民國斷交[151]。
  - 美國空軍正式宣布，由波音（Boeing）與紳寶（SAAB）共同研製、新一代的T-7A教練機，命名為T-7紅鷹教練機，藉此致敬二次大戰（WW II）期間，由非裔飛行員組成的塔斯克基飛行員（Tuskegee Airmen），紀念這群被稱作「紅尾天使（Red-Tail Angels）」的英勇軍人[152]。
- 9月17日：
  - 2017年由《紐約時報》公開的3段影片分別是在2004年的加州聖地牙哥（San Diego）附近以及2005的佛羅里達州傑克遜維爾（Jacksonville）海岸所拍攝的，公開當時引起各界譁然，不過美國海軍並沒有做出正面回應。然而，本周美國海軍卻首次承認了這3段影片的真實性，但他們卻更傾向將之歸類為「無法解釋的空中現象（unexplained aerial phenomena，UAP）」，而不是「不明飛行物（UFO）」[153]。
  - 中車株洲電機公司在湖南省株洲市發布了時速600公里高速磁浮列車採用長定子直線電機驅動。公司也發布時速400公里高速動車組用TQ-800永磁同步牽引電機，顯示大陸高鐵動力首次搭建起時速400公里速度等級的永磁牽引電機產品技術平台[154]。
- 9月18日——美國聯邦準備理事會宣布降低基準利率一碼（0.25個百分點），這是聯準會今年第2度降息，好讓受到美中貿易戰等因素影響的美國經濟能夠繼續成長，以延續持續10年的經濟擴張[155]。
- 9月19日：
  - 華為旗艦機Mate30 Pro採用環幕屏去除了側邊音量鍵、只保留一個狹長的電源鍵，滑動側邊即可完成音量調節等操作[156]。
  - 波音（Boeing）公司宣佈，將成為美國航母第一款艦載無人加油機的MQ-25「刺魟」（Stingray）已從中部的聖路易機場（St. Louis Airport）成功首飛[157]。
- 9月20日：
  - 吉里巴斯政府宣布與中華人民共和國建立邦交，並與中華民國斷交[158]。
  - 中国航空工业集团有限公司在北京举行纪念中国航空事业110周年“冯如1号”复原模型捐赠仪式，将首个“冯如1号”1：4复原模型捐赠给中国科学技术馆[159]。
- 9月20日－11月2日——2019年世界杯橄榄球赛在日本舉行。
- 9月21日：921大地震20周年。
- 9月23日：
  - 聯合國大會的「氣候行動峰會」在紐約登場。瑞典的青年領袖童貝里（Greta Thunberg），在開幕演說中怒批各國領袖坐視地球暖化，卻沒有具體作為。各國領袖承諾，會在2050年前達成碳中和，也就是淨排碳量為零的目標[160]。
  - 有一百七十八年歷史的全球最老牌旅行業者英國湯瑪士庫克（Thomas Cook）集團，在上周末與債權人、股東及英國政府的籌資協商破局後，已向法院聲請破產清算並停止營運[161]。
- 9月24日：
  - 中華民國空軍新一代教練機，勇鷹高級噴射教練機首架下線。
  - 小米發表全新MIX系列概念手機MIX Alpha，搭載180%超高屏占比環繞屏、全球首發1億像素相機且支援 5G頻段，小米打造5G世代顛覆性的創新產品[162]。
- 9月25日：
  - 全球最大規模的單一航廈北京大興機場正式啟用，除了將取代中國歷史上第一個機場-北京南苑機場。大興機場開航後，北京也將成為航空「雙樞紐」城市。機場周邊更有高鐵、城市地鐵等便利交通網，旅客可一小時通達天津、保定、廊坊等城市，形成京津冀「一小時交通圈」[163]。
  - 中國人民解放軍海軍自製075型兩棲攻擊艦首艘下水。
- 9月27日——随着点火命令的下达，中國大陸首台自主研发F级50MW重型燃气轮机整机点火试验在集团东方汽轮机有限公司燃机试车台正式开始[164]。
- 9月28日：
  - SpaceX執行長馬斯克向星迷和記者展示剛組裝好的SpaceX星舰火箭。在德州偏遠小鎮波卡契卡（英语：Boca Chica, Texas）介紹高聳入天的星艦火箭 Mk1（英语：SpaceX Starship#Prototypes）時說：「這基本上是太空的聖杯。」，預計在6個月內進行第一次軌道發射，明年將載人升空[165]。
  - 華為全球旗艦店在深圳南山區萬象天地正式開業。這也是華為在全球的首家直營店，總佔地面積1300平方米[166]。
- 9月30日——大韓民國電信製造龍頭企業三星集團（Samsung）集團旗下子公司「三星電子」正式關閉中國最後一個手機工廠「惠州工廠」。市場研究顯示，隨著中國本土品牌華為與小米崛起，三星的智能手機在中國市場影響力正在衰減，佔有率僅剩1％，遠遜於其 2013 年中約 15％的市佔[167]。

### 10月
- 10月1日：
  - 中華人民共和國成立70週年，在北京天安門舉行70週年國慶閲兵式。繼蘇聯、美國之後，核彈頭固體火箭射程達到1.4萬公里，從中國本土發射可以覆蓋全球戰略目標。東風-41型洲際彈道導彈首度公開亮相[168]。
  - 首次亮相的轟-6N型長程戰略轟炸機，以及剛剛裝備部隊的運-20大型軍用運輸機，均採用由中國西南成都發動機公司研製生產的國產大推力航空發動機渦扇-18。歷經13年於2015年設計定型，並成為繼美、俄、英、法之後，第5個能研製生產具有較高涵道比的大推力渦扇發動機的國家，長程轟炸機和大型運輸機的「心臟」不再受制於人[169]。
  - 東風-17高超音速彈道飛彈首次公開亮相。是全世界第一款能夠以超高音速攻擊對手的彈道飛彈，很容易突破現有的飛彈防禦系統[170]。
  - 香港多區發生遊行示威及嚴重的警民衝突，造成過百人受傷，二日多人被捕，有示威者中槍。[171][172][173][174][175]
  - 台灣南方澳跨海大橋發生斷橋事故，造成6人死亡，12人受傷，以及三艘漁船與一台油罐車損毀。[176][177]
- 10月2日：
  - 台灣第三大航空公司，星宇航空正式發表航空全制服JX Style系列與座艙設計及機艙設備。明年1月23日正式開業[178][179]。
  - 世界貿易組織（WTO）裁決，由於空中巴士（Airbus S.A.S.）長年接受歐洲政府非法補助。WTO裁決結果表示，作為對歐洲空中巴士數十年來不公平競爭的反制，美國能夠對歐洲約75億美元（約新台幣2300億元）進口商品祭出關稅制裁；這也是WTO歷年來裁決結果最高的金額(DS316) （页面存档备份，存于）。WTO指出，歐洲政府提供的非法補助金含括了整個空中巴士的系列產品，從A300（1972年投入生產）到A380（2004年首度亮相）都在內[180]。
  - 北韓潛射北極星三型（朝鲜语：북극성 3호）固體火箭。
- 10月4日——香港政府宣布，決定引用《緊急情況規例條例》，訂立《禁止蒙面規例》，並在翌日凌晨零時生效。[181]
- 10月5日——香港正式實施《禁止蒙面規例》。
- 10月9日——中國航天科技集團官微發佈消息稱，該集團旗下一院項目「5米直徑模塊新一代火箭總體技術與工程應用」通過中國載人航天工程辦公室組織的驗收評審。評審專家一致認為，該預先研究項目的成果可用於中國新一代載人運載火箭工程研製。據報道，該項目下的中國新一代載人火箭總體数据大概如下：火箭長約87米，起飛重量約2,200噸，起飛推力接近2,700噸，LTO（奔月軌道）運載能力不低於25噸[182]。
- 10月10日：
  - 全球最大型3D列印機和有史以來體積最大的列印物體、最大的列印船。被命名為3Dirigo；Dirigo是緬因州的拉丁文座右銘，意義是「我領導」(I Lead)，在緬因大學公開亮相，並向世人證明：這艘列印船真的可以在水上航行[183]。
  - 中國直-20通用直升機在天津第5屆中國國際直升機博覽會中亮相，由於外型酷似UH-60黑鷹直升機，廣泛引起西方軍事專家關注[184]。
- 10月11日：
  - 繼線上支付系統PayPal後，萬事達卡（Mastercard）、威士卡（Visa）、eBay和Stripe等公司宣布，將退出臉書的加密貨幣Libra計畫[185]。
  - 美國太空總署NASA成功發射ICON衛星（英语：Ionospheric Connection Explorer）(2019-068A （页面存档备份，存于）)，將用來研究地球大氣層最外層電離層的性質。電離層是地球大氣層被太陽射線照射、產生游離的主要區域，對於無線電波傳播影響度高。ICON衛星也希望能夠了解此層對於通訊的影響機制[186]。
  - 中國航天科技集團在微博發布一張實物圖，首次公開中國火星探測器的真容。2020年中國的火星探測任務計畫同時攜帶「環繞器」、「著陸器」和「巡視器」。據了解，在一次火星探測過程中實現「繞」「落」「巡」三大任務，難度非常大[187]。
- 10月12日——肯亞長跑運動員埃利烏德·基普喬蓋（Eliud Kipchoge)在奧地利維也納的男子馬拉松賽事中，以1小時59分40.2秒完賽，成為第一位以不到2小時跑完全馬的選手，將人類馬拉松成績推進到2小時以內[188]。
- 10月14日：
  - 英國國會復會之際，英國女皇伊莉沙白二世在國會發表演講時表示，英國的要務是在10月31日脫離歐盟[189]。
  - 中國國家郵政局召開新聞通氣會，通報萬國郵聯第三次特別大會作出的國際小包終端費改革的決定，承諾中國將根據萬國郵聯今年9月25日通過的一項協議，逐年增加向美國以及其他國家支付的國際小包終端費，2020年調漲27%，以後每年漲15-17%，到2025年將總共漲164%[190]。
- 10月15日：
  - 美國國家航空暨太空總署（NASA）的阿提米絲計畫將派遣「獵戶座」（Orion）太空船再度登月，預定2024年抵達。在華盛頓總部揭曉「獵戶座」機組員的兩件航天服：旅程中穿著的救生服(the Orion Crew Survival System，OCSS)和太空人屆時在月球表面穿著的「艙外探索太空服」（the Exploration Extravehicular Mobility Unit，xEMU)原型[191]。
  - 雪龍2號從深圳啟航，執行第36次南極考察任務。作為中國大陸第一艘自主建造的極地科學考察破冰船，這次首航南極，「雪龍2」號將和「雪龍」號一起「雙龍探極」，開啟極地考察新格局[192]。
- 10月16日——香港政府發表2019年香港施政報告。
- 10月17日——美國國務院去年10月17日已經對萬國郵聯發出退出意向書，在法定的一年準備期之後，今年10月17日預定將正式退出聯盟，進而與各國重新簽定國際郵資雙邊協議[193]。
- 10月18日——美國國家航空暨太空總署（NASA）兩名太空人克里斯蒂娜·科赫和杰西卡·梅尔揭開太空採測新頁，成為第一對進行太空漫步的全女性搭檔[194]。
- 10月19日——英國國會下議院議員通過脫歐修正動議Ａ，要求先制定脫歐協議配套法律，才通過脫歐協議。這項動議過關意味強生政府依法須向歐盟請求延後脫歐[195]。
- 10月20日：
  - 新加坡國防部長黃永宏與中國大陸國防部長魏鳳和完成《國防交流與安全合作協定》（ADESC）的簽署。使新加坡國防部（MINDEF）與中共人民解放軍（PLA）之間的交流正式化，以後將會有具體的合作，包括軍艦入港、雙邊演習，部隊相訪和交叉授課等[196]。
  - 第六屆世界互聯網大會上，銀聯攜手60餘家銀行聯合發佈全新的「刷臉付」產品，正式進軍刷臉支付市場。從2017年支付寶、微信支付局部試點，到2018年兩家互聯網巨頭刷臉支付正式商用，再到2019年產品全面升級，刷臉支付進入大眾視野已有兩年時間，隨著銀聯的正式入局，一個新的支付戰場被全面開啟[197]。
- 10月21日——第70屆國際宇航大會（IAC）在美國華盛頓開幕，中國航天局缺席，引發關注。官媒新華國際22日報導稱，中國缺席是因中國代表團赴美簽證受阻[198]。
- 10月22日
  - 日皇德仁登基典禮「即位禮正殿之儀」在皇居正殿「松之間」舉行。儀式舉行半小時，來自180多國家與地區的2000多位政要到場觀禮[199]。
  - 英國國會晚間終於以「329票贊成：299票反對」，通過了《強生版脫歐協議草案》，這也是在歷經數次否決後，英國國會首次認可由首相談回來的脫歐協議。但脫歐派才沒高興幾分鐘，國會又馬上以「322票反對：308票贊成」為結果，否決了強生為強行在10月31日如期脫歐而附帶的「3天內立法《脫歐法》提案」[200]。
  - 將成為未來超高速飛機運作核心的「軍刀」引擎(SABRE)（英语：SABRE (rocket engine)），又完成重要的試驗，它的關鍵組件成功耐受了5馬赫氣流(5,961公里/小時)的衝擊，這是飛機科技的重要一步[201]。
- 10月23日：
  - 英國噴火式戰鬥機(G-IRTY)飛抵台灣，改降、只降落台中機場[202]。隔日離台，下一站香港赤鱲角機場。從8月5日自英國西薩賽克斯郡古德伍德機場（英语：Chichester/Goodwood Airport）起飛，將以4個月時間，拜訪全球87個地區與國家，原訂9月27、28日先後飛抵臺北松山機場及高雄小港機場，但過程中有所延誤。12月5日返抵英國古德伍德機場[203][204][205][206]。
  - 香港立法會召開大會，保安局局長在會上正式動議撤回「2019年逃犯及刑事事宜相互法律協助法例（修訂）條例草案」，在程序上完全完成手續，為這個具爭議的條例草案畫上完整句號[207]。
  - 作為引發香港逃犯修訂條例爭議及連串示威的罪魁禍首，殺人犯陳同佳正式出獄。[208]
  - 馬克·祖克柏出席國會山莊眾議院金融委員會聽證會重申，Libra的目的是建立全球支付系統，而不是一種貨幣。他允諾，未獲監管機關全面批准前，Libra不會推出，還說，如果Libra發展不成熟，臉書可能退出Libra協會（Libra Association）[209]。
  - Google在科學期刊《自然 (Nature)》公布其在量子運算領域發展成果論文，說明藉由名為Sycamore（英语：Sycamore processor）、具備54個量子比特的自主打造量子處理器，在短短200秒內完成當今最快超級電腦必須花費1萬年執行的運算量，達到了量子霸權[210][211]。
- 10月24日：
  - 英國首相強生呼籲，提前於12月12日舉行國會大選，以打破英國脫歐僵局。這是他首次承認無法趕在下週「不能脫毋寧死」（do or die）的期限前脫離歐洲聯盟[212]。
  - 亞洲基礎設施投資銀行總部大樓暨亞洲金融大廈在北京奧林匹克公園中心區正式竣工。
- 10月25日——大韓民國政府正式宣布放棄在世界貿易組織（WTO）的「開發中國家」地位，進入「已開發國家行列時代」[213]。
- 10月26日：
  - 攀登澳洲著名旅遊點、世界遺產烏盧魯的活動正式永久禁止。
  - 在梵蒂岡舉行的羅馬天主教主教會議，會中以一百廿八票對四十一票表決通過，建議教宗方濟各准許在亞馬遜偏遠地區授封已婚男性神職[214]。
  - 中國國產噴氣支線客機ARJ21機自哈爾濱太平國際機場起飛后，歷經1小時03分的飛行，平穩降落在俄羅斯(海參崴)符拉迪沃斯托克國際機場，標誌著ARJ21飛機首條國際航線成功開通[215]。
- 10月27日：
  - 阿根廷总统选举。
  - 中國大陸長征五號遙三運載火箭2019-097A （页面存档备份，存于）安全運抵海南文昌清瀾港。火箭完成一系列裝配和測試工作後，將擇機在文昌航太發射場實施發射任務[216]。
- 10月28日：
  - 台灣第三大星宇航空首架A321neo客機編號B58201(星宇一號機)，由董事長張國煒親自駕回[217]。
  - 歐盟同意，將英國脫歐期限延後三個月，到明年1月31日止，如果英國國會在明年1月底前批准脫歐協議，英國可以提前脫歐。這個決定將透過書面程序正式定案[218]。
  - 根據化石、基因證據與經年研究，學界主流觀點是晚期智人（又稱解剖學上的現代人）源自非洲，但科學家對此仍不滿足，試圖解答我們究竟從非洲何處來。發表在英國權威科學期刊《自然》的研究指出，人類最早的「老家」就在非洲南部、現今波札那北部的湖泊濕地[219]。
  - 英國維珍集團創辦人理查．布蘭森（Richard Branson）爵士成立的航太旅遊公司維珍銀河，在紐約證交所掛牌上市(NYSE: SPCE)，成為人類史上第一間航太旅遊上市企業[220]。
- 10月29日：
  - 美國波音公司執行長穆倫伯格（Dennis Muilenburg）赴聯邦參議院商務委員會聽證會表示，他是到最近才得知737客機前首席技術機師福克納（Mark Forkner)曾發出簡訊和電郵細節，也承認公司確實有錯，並向空難死者家屬致歉，稱公司已學習到兩起空難的教訓，將努力做出改變[221]。
  - 英國議會下議院表決以438票對20票通過約翰遜的動議：解散英國下議院，為1923年以來英國首次在12月舉行國會大選鋪平道路[222]。
- 10月30日：
  - 世代交替，中華民國陸軍UH-60黑鷹直升機接替UH-1通用直升機正式成軍[223]。
  - 美國聯準會（Fed）公布，聯邦資金基準利率調降1碼，至1.5%-1.75%，符合市場預期。這是聯準會今年來第三度降息[224]。
  - 俄羅斯國防部表示，最先進新型955A核子動力潛艦弗拉基米爾大公號（英语：Russian submarine Knyaz Vladimir），首度成功試射一枚R-30布拉瓦洲際導彈，在俄羅斯北部的白海（White Sea)，飛抵俄羅斯遠東地區堪察加半島的試射場[225]。
  - 紐約市議會以壓倒性票數，通過將從2022年起禁售鵝肝，這道法國珍饈。該項法律將自2022年10月起生效，禁止任何組織銷售、提供甚至是處理鵝肝。違者每次違規將被罰500到2,000美元(約新台幣1萬5,196元到6萬784元)[226]。
  - 因示威抗議失控造成社會危機，智利取消舉辦亞太經濟合作會議（APEC)及COP25聯合國氣候變遷大會，不僅嚴重打擊智利國際形象，也重挫旅遊產業，估計損失2500萬美元[227]。
- 10月31日：
  - 世界文化遺產、琉球精神象徵，首里城受祝融之禍[228]。
  - 美國總統川普施壓烏克蘭總統調查美國前副總統拜登之子的「電話門」風暴持續延燒，眾院議長波洛西9月24日以川普破壞國家安全並違反美國憲法為由，宣布啟動對川普的彈劾調查。眾院今日進行表決，以232票同意、196票反對通過，以確立彈劾調查的正當性與透明度，為公聽會訂定規則等[229]。

### 11月
- 11月1日：
  - 美國串流媒體OTT服務隨選視訊(VOD)，Apple TV+於全球超過100個國家與地區（包括台灣）正式推出[230]。
  - 中美貿易戰，雙方暫時「休兵」談判之際，世界貿易組織仲裁小組裁定，允許中國每年對價值約36億美元的美國商品加徵關稅[231]。
- 11月4日：
  - 印度宣布，初步決定退出「區域全面經濟夥伴關係協定」（RCEP），為這項區域貿易協定其他15個成員國在2020年簽署協議鋪路。此前印度以外的其他15國都已完成協議的文本協商，只有印度對開放服務業與投資市場抱有憂慮[232]。
  - 美國川普政府宣布，正式啟動退出巴黎氣候協定的程序；根據規定，退出過程需一年時間[233]。
  - 距離地球120億英里（約193億公里）的地方標誌著太陽系的邊緣與星際空間的起點，國際知名科學期刊《自然天文學》刊登的最新研究指出，美國國家航空暨太空總署（NASA）的「旅行者二號」發射升空40多年後，在2018年11月5日，成為人類第二個離開了太陽圈的人造衛星，並成功回傳数据，讓科學家得以揭開星際空間的神祕面紗[234]。
- 11月5日：
  - 美國舉行大選（英语：2019 United States elections）。
  - 由於看好電子支付市場，7-ELEVEN旗下愛金卡公司在今年9月就已向金管會申請獲准，成為可兼營電子支付的電子票證公司。正式上線推出儲值、支付、轉帳皆可通的icash Pay[235]。
- 11月6日：
  - 英國國會於凌晨宣布解散，這也意味著12月12日將舉行的英國大選選戰正式拉開帷幕，包括首相鮑里斯·約翰遜與最大在野黨工黨領袖柯賓等人，都在今天正式開始競選活動。按照傳統，首相仍要覲見女王，提請解散國會並獲得女王同意[236]。
  - 比爾·蓋茲（Bill Gates）在紐約參加《紐約時報》舉行的DealBook大會時表示，如果沒有美國司法部，從1998年開始對微軟發起的反壟斷調查一事，Windows有可能成為在世界上擁有領導地位的行動作業系統[237]。
- 11月9日——德國、東歐多國領導人以及來自歐洲各國的青年代表齊聚在柏林圍牆遺跡和舊址和解教堂，紀念柏林圍牆倒塌卅周年。德國總理梅克爾強調：「歐洲價值奠基於自由、民主、平等、法治與人權，不應視為理所當然，我們要持續捍衛[238]。」
- 11月10日——新加坡執政黨人民行動黨舉行黨大會，總理李顯龍在大會中說，香港示威年輕人的焦慮悲觀，和社會經濟情況有關，台灣局勢雖相對和平，但人民仍然悲觀，且「愛拚才會贏」的拚搏精神減弱。他說，人民行動黨必須持續帶給民眾希望，確保社會團結凝聚，才能避免這種發生在其他地方的社會分裂情況[239]。
- 11月11日：
  - 高庭宣判马来西亚前首相纳吉·阿都拉萨涉及SRC国际公司3项刑事失信、1项滥权和3项洗钱案，所有控状皆表罪成立，纳吉需要出庭自辩，是马来西亚独立以来，首位出庭自辩的前首相[240][241][242]。
  - 香港發生三罷行動[243]，並發生嚴重警民衝突和示威者互相衝突。在西灣河有警員開槍槍擊示威者。[244]同日，有人因為政見不同而被示威者縱火燒傷。[245][246]
  - 水星凌日發生。
  - 美國企業家馬斯克創辦的太空探索技術公司（SpaceX）使用一枚「獵鷹9號」火箭將第二批60顆「星鏈」衛星(2019-074A （页面存档备份，存于）)送上太空，未來數天它們將透過離子推進器逐步進入地球上空550公里的預定軌道。布局未來通訊，美國不僅要求全球電信商禁用華為的5G商用設備，而且從SpaceX到亞馬遜等公司都在計畫發射通訊衛星，希望從太空搶奪未來網路市場的市占率[247]。
- 11月12日：
  - 美國的線上串流媒體OTT服務平台，Disney+正式營運。影視正式進入隨選視訊（Video On Demand）戰國時代。
  - 面對美國矽谷的科技大軍壓境，德國總理梅克爾(Angela Merkel)呼籲歐盟當局應該要硬起來發展自家的資料管理平台，向外界宣示歐盟的數位主權[248]。
  - 義大利威尼斯淹大水。地處於略高海拔僅一公尺，自1923年開始有紀錄以來，威尼斯史上最高水位是1966年的一百九十四公分，而該日的水位已達到一百八十七公分[249]。
  - Facebook推出Facebook Pay （页面存档备份，存于）新支付系統。將可在 Facebook、Messenger、Instagram 和 WhatsApp 使用，專門設計用來在 Facebook旗下流行的社交網路與 App 便利支付[250]。
- 11月13日：
  - 香港中文大學宣布，監於校園內發生大規模的嚴重暴力示威及警民衝突，2019-2020年度第一學期從即日起提前結束，所有在大學本部進行的課堂取消，直至2020年1月6日第二學期開始。[251][252]
  - 第十一屆金磚國家峰會在巴西首都巴西利亞舉行，五國領袖一致譴責出於政治動機的貿易保護主義，認為拖累了全球經濟，表示將全力對抗此一趨勢[253]。
  - 為因應無現金趨勢，星展銀行證實擬在今年底前移除全台灣四十台自動櫃員機（ＡＴＭ），為國內銀行首次全面性裁撤ＡＴＭ。銀行局表示，依照規定銀行裁撤ATM必須經金管會同意[254][255]。
- 11月14日：
  - 香港教育局宣布，由於示威堵路及阻礙交通服務情況持續，而且範圍廣泛，基於安全考慮，全港學校（包括幼稚園、小學、中學及特殊學校）即日起停課至11月17日。[256]
  - 中國國家航天局在河北懷來的地外天體著陸綜合試驗場(40°17′05.1″N 115°46′53.5″E / 40.284750°N 115.781528°E)，完成中國首次火星探測任務著陸器懸停避障試驗，還邀請外國駐中使館、國際組織、中外媒約70位代表在現場觀摩。這也是中國火星探測計劃首次公開在世人眼前[257][258]。
- 11月15日——中國大陸生物科技公司百濟神州公司宣布，其自主研發的BTK抑製劑澤布替尼(英文商品名：BRUKINSATM，英文通用名 zanubrutinib)，通過美國食品藥品監督管理局(FDA)加速批准，用於治療既往接受過至少一項療法的套細胞淋巴瘤(MCL)患者。這標誌著，澤布替尼成為迄今為止第一款完全由中國企業自主研發、在FDA獲准上市的抗癌新葯，實現中國原研新葯出海「零的突破」[259]。
- 11月18日——軟體銀行和南韓的Naver同意合併旗下的雅虎日本和通訊軟體巨擘LINE。這筆交易可望擴大軟銀的事業版圖，打造日本用戶數超過1億人的龐大數位平台，也凸顯軟銀執行長孫正義想建立「日本版阿里巴巴」網路生態系的企圖心[260]。
- 11月19日——Google Stadia 雲端遊戲串流服務平台，正式上線。推出 22種雲端串流遊戲，包括：《刺客教條：奧德賽》、《進擊的巨人 2 -Final Battle》等，將瞄準高達 1300 億美元的影音串流遊戲市場，預計在 14 個國家提供遊戲服務[261]。
- 11月20日——為12月3日即將在英國舉行的北約領袖峰會準備，北約盟國外長齊聚布魯塞爾召開會議，秘書長延斯·史托騰伯格（Jens Stoltenberg）會後宣布，盟國同意在陸地、空中、海洋及網路(land, air, sea, and cyber)之外，另認定太空(space)列為新的戰爭領域[262][263]。
- 11月21日——中國大陸商務部與香港政府簽署《大陸與香港關於建立更緊密經貿關係的安排（CEPA）》協議新修訂版，進一步對香港開放大陸服務貿易市場，2020年6月生效[264]。
- 11月22日——日韓軍事情報機密保護協定（GSOMIA）原本明日零時起就要失效，南韓在最後關頭改變立場，決定暫時繼續維持軍情協定[265][266]。
- 11月23日：
  - 第56届金马奖在中华民国（台湾）台北市国父纪念馆舉辦，最佳劇情長片：《陽光普照》。
  - 第32届中国电影金鸡奖在中國福建省廈門市廈門會展中心舉辦，最佳故事片：《流浪地球》。
- 11月24日——2019年香港區議會選舉舉行。
- 11月25日：
  - 中國最大網購平台淘寶的母公司阿里巴巴集團在香港上市。
  - 歐洲網絡信息中心(RIPE NCC)宣佈，已完成最後可用池中的 /22 IPv4 地址分配，象微全球所有 43 億個 IPv4 地址都已分配完畢。[267]
  - 法國精品商酩悅·軒尼詩－路易·威登集團宣布，以約162億美元價格收購美國奢華珠寶商蒂芙尼，穩坐世界最大奢侈品集團。將有助LVMH和擁有卡地亞（Cartier）的瑞士對手歷峰集團（Richemont）競爭[268]
  - 聯合國世界氣象組織指出，2018年溫室氣體在全球大氣中的濃度創新高，濃度升高幅度高出過去10年的年平均增幅，這會加強愈來愈具破壞性的天氣模式。溫室氣體排放量是指使用化石燃料產生的氣體進入大氣的總量。溫室氣體濃度則是大氣、海洋、森林與陸地進行一系列複雜交互作用後，殘存的溫室氣體在大氣中的比率[269]。
  - 嫦娥四號任務團隊榮獲英国皇家航空学会（英语：Royal Aeronautical Society）頒發2019年度全球唯一的团队金奖，该奖也是英国皇家航空学会成立153年来首次向中国项目颁发的奖项[270][271][272]。
  - 俄國海軍在聖彼德堡海軍上將造船廠舉行最新式的636.3型基洛級常規潛艇服役儀式。這艘編號B-274的「堪察加─彼得巴甫洛夫斯克」(Petropavlovsk-Kamchatsky)的基洛級潛艇因其絕佳的靜音技術，被北約組織稱為「大洋黑洞」[273]。
- 11月26日：
  - 聯合國環境署發布年度「減排缺口報告」指出，2018年全球溫室氣體排放量創新高，人類必須加速減碳，如果只是按照現有速度減碳，到2100年，全球均溫會比工業革命(1750年)前上升攝氏三點二度，比各國領袖在巴黎氣候協定中同意的攝氏一點五度，高出兩倍以上[274]。
  - 全球最大造船集團、中國船舶集團（CSIC）在北京揭牌，該集團由中國船舶工業集團公司與中國船舶重工集團公司聯合重組成立[275][276]。
  - 美國向WTO提出書面要求，在徹底改造上訴法院（The Appellate Body）的前提下，也就是處理全球貿易爭端最終仲裁機構。美國才願意支持1.97億瑞士法郎的預算，維持去年的出資承諾。2020年的預算，今年WTO編列1.97億瑞士法郎，約1.976億美元的預算，美國是最大的出資國，佔年度預算將近12％，第二位的出資大戶是中國大陸，佔10.1％，如果加上香港的2.78％，中國實際上是WTO的最大金主[277]。
- 11月27日：
  - 美國總統特朗普簽署《香港人權與民主法案》，《香港人權與民主法案》正式成為美國法律。[278]
  - 歐洲聯盟委員會準主席范德賴恩的執委團隊獲歐洲議會投票通過，將可順利於12月1日就任，成為歐盟首位女性領導人。范德賴恩也提到執政願景，誓言在擴大經濟成長之餘兼顧對抗氣候變遷威脅[279]。
  - 印度航天成功發射Cartosat-3高分光學衛星（英语：Cartosat-3）(2019-081A （页面存档备份，存于）)。製圖衛星由印度空間研究組織(ISRO)研發，是具有高解析度成像能力的先進民用衛星，設計服役壽命5年，全色解析度達0.25米，較此前同類別衛星有較大提升，這意味著印度已經成功打入全球最先進遙感衛星的國家之列。該衛星總重量超過1600公斤，將為大規模城市規劃、基礎設施建設、沿海土地利用等提供服務[280]。
- 11月28日：
  - 2020北京首版米其林指南出爐，成為繼上海、廣州之後，中國大陸第三個擁有米其林評鑒的城市。發布會上，讓人意外的是「新榮記」成為中國大陸唯一的三星中餐廳。首屆北京米其林指南一共有23家入榜，其中，三星1家，二星2家，一星20家[281]。
  - 北約將於下月三日至四日於英國倫敦舉行峰會，同時慶祝成立70周年。法國總統馬克宏在峰會前夕再度語出驚人，宣稱「俄國和中國已不再是我們的敵人」，呼籲各國應該和莫斯科建立更密切的關係[282]。
  - 中國航天高分十二號衛星衛星發射升空成功。是高解析度對地觀測系統國家科技重大專項，高分專項工程安排的微波遙感衛星，地面像元解析度最高可達亞米級[283]。
- 11月29日——丹麥國防情報局發表年度風險評估報告，表示美國、中國、俄羅斯對於北極圈內的豐富礦產資源和更便捷的貿易航道一直野心勃勃。一場大規模的權力遊戲正在三國間成形，導致北極圈區域緊張層級升高[284]。
- 11月30日：
  - 台灣最大球體造型購物中心，京華城正式吹熄燈號。
  - 日本與印度在新德里首度舉行外交國防部長會談（2加2會談）並發表聯合聲明。鑑於中國海洋行動擴大，日印將兩國關係定位為「特別戰略全球夥伴關係」[285]。

### 12月
- 12月1日：
  - 歐洲聯盟執委會史上首位女性主席范德賴恩正式上任，適逢「里斯本條約」生效10週年，她強調將負責任及竭盡所能打造一個更強大的聯盟，讓歐洲成為冠軍[286]。
  - 香港有網民發起「毋忘初心」大遊行。[287][288]部分示威者於尖沙咀及紅磡一帶多處堵路，警方在尖東多次發射催淚彈驅散。更有示威者在紅館升起黑色「光復香港」旗幟[289]，并破壞吉野家、優品360及中移動等店舖，又向港鐵黃埔站縱火[290]。
  - 2019冠状病毒病疫情（COVID-19) ，首批病人中最早出現的病例[291][292]。
- 12月2日：
  - 被稱為「中俄合作的世紀工程」，長逾八千公里的世界距離最長「輸氣管道」-中俄東線天然氣管道，正式投產通氣。是大陸東北方首條陸上天然氣跨境戰略通道。這條管道是中國大陸繼中亞管道、中緬管道後第三條跨國天然氣長輸管道[293]。
  - 美國海軍與美國通用動力電船公司簽訂了美軍史上最大造艦合約，以總價222億美元（台幣6830億）建造9艘最先進的維吉尼亞級攻擊核潛艦。專家表示，美國在太平洋地區正面臨前所未有的壓力，主因是中國海軍在潛艦數量和質量方面都取得了巨大進展。美國國防部在2019年5月發布的《中國軍力報告》中指出，到2020年中共海軍將部署多達65至70艘潛艦。中共可能會在5年後開始生產類似於維吉尼亞級的核動力潛艦[294]。
- 12月2日—12月15日——COP25聯合國氣候變遷大會在西班牙馬德里舉行[295]。
- 12月4日——北約七十周年在峰會結束性聲明中，北約伙伴國們首次明確提出，越來越強大的中國構成"挑戰"，但並未將其定義為一種威脅。閉幕聲明寫道：“我們將中國不斷擴大的影響和它的國際政策既看作機會，也當成北約必須共同應對的挑戰”[296][297][298]。
- 12月5日——沙烏地阿美石油公司的首次公開發行（IPO）案，將籌資256億美元，創下全球最大規模。IPO承銷價定在每股32里亞爾（約8.53美元），總籌資規模256億美元（約新台幣7793億元），超越阿里巴巴集團2014年在華爾街創下的250億美元（約新台幣7610億元）紀錄。於12月11日在沙烏地證交所掛牌上市，市值將來到1.88兆美元，成為全球最有價值公司，超越微軟（Microsoft Corp.）和蘋果（Apple Inc.)[299]。
- 12月6日——美國司法部表示，瑞典電信設備商愛立信（Ericsson）已同意支付超過10億美元（約台幣304億2000萬元），以和解該公司在吉布地、中國大陸、越南、印尼和科威特行賄的多項指控。美國法律允許追查企業貪腐行為，对象包括股票在美上市、罪行涉及美國領土或美國金融體系的公司[300]。
- 12月8日：香港民間人權陣線於12月8日發起國際人權日遊行，主辦單位估計80萬人參與，警方則估計高峰期有18萬3千人參與。[301][302]另外，當日香港高等法院及香港終審法院先後遭縱火。[303]
- 12月9日——紐西蘭旅遊景點懷特島火山爆發，造成傷亡。
- 12月10日：
  - 澳門輕軌第1期氹仔線通車。
  - 交通部核准星宇航空營運許可案，民航局很快就會發放「民用航空運輸業許可證」（AOC）。等正式取得後，會立即向國際民航組織（ICAO）申請無線電通訊代碼，及向國際航空運輸協會（IATA）申請用於航班編號、訂位票務的代碼，並向民航局申請航線證書[304]。
  - 根據美國國會議員今天支持的協議，美國將成立太空部隊作為最新軍種，並將編列7380億美元（新台幣22.5兆元）的軍事開支，實現美國總統川普的優先事項。繼陸軍、海軍、海軍陸戰隊、海岸警衛隊及空軍後，創建以太空為基礎的美軍第6軍種[305]。
- 12月10日—12月18日——2019年東亞足球錦標賽在大韓民國舉行。
- 12月11日——二〇一九「年度風雲人物」，由十六歲瑞典環保少女童貝里（Greta Thunberg）獲得殊榮。時代雜誌在最新一期封面稱她是「青年力量」，讚揚她一年多來疾呼各國正視氣候變遷問題的努力，成功凝聚全球聲量[306][307]。
- 12月12日
  - 英國舉行大選，保守黨取得過半席位。
  - 台灣第四大航空公司，遠東航空正式宣布於明日起暫停營運[308]。
- 12月13日——印度第⼀艘本國製造的彈道導彈潛艇完成了⾸次航⾏，使印度開始獲得第⼆次核打擊能⼒。第二艘「殲敵者級」艾里達曼號核潛艇（英语：INS Aridhaman）經過11⽉20天航⾏後返回港⼝時受到熱烈歡迎，印度總理莫迪祝賀說，這是「將永遠載⼊歷史記憶的成就」。這艘核潛艇使印度這個世界⼈⼝最多的國家躋⾝具有「三位⼀體」核打擊能⼒的國家。所謂「三位⼀體」即通過陸基導彈、彈道導彈潛艇和戰略轟炸機進⾏核打擊的能⼒。在三種核彈發射平台中，彈道導彈潛艇可能是⾯對第⼀次核打擊中⽣存能⼒最強的⼀種。⽬前只有美國、俄羅斯和中華人民共和國擁有「三位⼀體」核打擊能⼒。法國曾在冷戰中擁有「三位⼀體」核打擊能⼒，但後來放棄了陸基洲際彈道導彈。英國過去只維持過空基和海基核打擊能⼒，現在僅有彈道導彈潛艇作為核威懾⼿段[309]。
- 12月16日
  - 桃園機場耗資十二點七億元興建更高、更多席位的新塔台，正式啟用。由法國團隊以野柳女王頭概念設計造型，可望成為桃機新地標。新塔台高度達六十五公尺，可三六〇度全方位掌握南、北跑道進出場班機[310]。
  - 美國波音公司正式宣布於2020年1月起暫停生產737MAX[311]。
- 12月17日——中國大陸第一艘自製航空母艦「山東艦」 （舷號為十七）正式成軍，在海南三亞軍港交付海軍[312]。
- 12月18日：
  - 歐洲太空總署（ESA）負責探索太陽系外行星的太空望遠鏡「系外行星特性探测卫星」，從法屬圭亞那（Guiana）發射升空。這支孔徑32公分望遠鏡的設計目的，在於測量太陽系以外眾多「系外行星」的密度、組成和大小。2019年諾貝爾物理學獎得主奎洛茲（Didier Queloz）表示：「此衛星不太可能解決天體物理學的「聖杯」，即在其他星球上究竟是否存在生命。不過，為了理解生命起源，我們必須了解這些行星的地球物理學。這就好像是我們正朝巨大階梯踏上第一階[313]。」
  - 美國國會眾議院經過漫長辯論後，晚間表決總統川普彈劾案，眾院提出的兩項彈劾條文，皆以過半以上票數過關：在435席的眾院，第一項條文「濫權」，表決結果是230票贊成、197票反對；第二項條文「妨礙國會調查」，229票贊成、198票反對。川普成為美國史上第三位遭到彈劾的總統(強森、柯林頓)。華郵報導，美國國會參議院需要三分之二、67票絕對多數才能罷黜川普，換言之，川普獲得34張支持票即可保住總統身分，這表示就算川普再怎麼不受歡迎，只要獲得17州聯邦參議員支持就可以繼續當總統[314][315]。
- 12月18日—12月20日——中共中央總書記、國家主席、中央軍委主席習近平到澳門進行三日訪問，會見澳門各界人士，又出席慶祝澳門回歸20周年大會暨澳門特別行政區第5屆政府就職典禮[316]。
- 12月20日：
  - 澳門回歸20週年；同日，第5屆澳門特別行政區政府就職。
  - 星際大戰天行者傳奇最終章：天行者的崛起，在美國與全球上映。
  - 美國波音公司的波音星际航线首次試飛，目的地是國際太空站。「星际航线」這次試飛並不載人，唯一的「乘客」是一名鉚釘女工叫蘿西(Rosie)的假人。因為軟體出錯，未能達成對接國際太空站的任務目標，提早 6 天返回地球，22日按計畫降落美國新墨西哥州白沙沙漠（White Sands）[317][318][319][320]。
  - 英國國會下議院表決首相鮑里斯·約翰遜脫歐法案，以358票對234票通過二讀。朝2020年1月31日完成立法前進，下階段脫歐重點將是貿易談判。歐盟高峰會主席米歇爾在表決結果公布後，在社群媒體發文表示，今天的表決對脫歐協議是重要一步，但任何未來的關係都必須處於一個公平的競爭環境[321]。
  - 美國總統川普慶祝正式創建太空部隊，是美國空軍1947年脫離陸軍以來，該國七十二年來首次出現新軍種。在安德魯斯基地舉行，川普簽署2020財政年度國防授權法案(National Defense Authorization Act for Fiscal Year 2020)時宣稱，自己在眾院彈劾後僅兩天，就拿下他的最高國家安全優先事務其中一項勝利。剛開始太空部隊規模和其他部門相比會小很多。最初會有兩百名人員，第一年預算則是四千萬美元（約台幣十二億元）。美國軍方規模最大的是陸軍，有約四十八萬名現役軍人及每年一千八百一十億美元預算（約台幣五兆四千三百億元）。國防部一年約花費一百四十億（約台幣四千兩百億元）在太空活動，大多由空軍預算提撥。[322][323]。
- 12月22日——中國解放軍試射了新型潛射飛彈巨浪-3是近兩年內的至少第4次，這顯示中方正迅速研發這款武器。解放軍首次試射巨浪-3是在2018年12月，接著又在今年6月和10月接連試射。而10月的試射也是在渤海，向西飛往戈壁沙漠[324]。
- 12月23日——陷入737MAX停飛困境的波音公司，已開除執行長米倫伯格，以試圖挽回聲譽。波音公司表示，董事長大衛·卡爾霍恩（英语：David Calhoun）2020年1月13日起將接任執行長和總裁，「在本公司努力修復與監管當局、客戶及所有利害關係人的關係之際，董事會決定，有必要更動領導階層，以恢復各界對本公司的信心」[325][326]。
- 12月24日：
  - 香港反對逃犯條例修訂草案運動持續，多區繼續有暴力示威及警民衝突，匯豐銀行首次有分行因政治事件而被縱火及破壞，恒生銀行也首次有分行因政治示威而被塗鴉及破壞。[327][328]。
  - 俄羅斯總統普京在出席國防部擴大部務會議時表示，在發展先進武器方面，俄羅斯在歷史上首次領先世界。現在「情勢已變」，換成美國在極音速武器方面追趕俄國。強調俄軍以音速廿倍飛行的「先鋒」與音速十倍的「匕首」等極音速武器都已開始服役。另外，「鋯石」海基與陸基極音速巡弋飛彈、薩爾瑪特重型洲際彈道飛彈、海神無人潛航器、海燕核動力巡弋飛彈等新世代武器都在加速研發中，可提供俄軍強大的嚇阻與反擊力量[329]。
  - 中日韓第七次商務峰會在四川成都召開。與第8次中日韓領導人會議，韓國總統文在寅、中國國務院總理李克強和日本首相安倍晉三出席會議，三方簽署聯合聲明，就支持在自由貿易和經濟一體化領域的合作，深化新產業合作達成共識[330][331]。
- 12月26日：
  - 2019年12月26日日食發生[332]，中國大陸、台灣、港澳等可見日偏食，印度、斯里蘭卡、新加坡和馬來西亞等可見日環食。
  - 荷蘭政府正式宣布，與商界領袖、觀光代表達成協議，將自2020年1月1日起「正名」，統一不再使用暱稱「Holland」（荷蘭），改用正式國名「Nederland」（尼德蘭），相關更名計畫將花費20萬歐元（約22.3萬美元），這個變更是荷蘭重塑國家形象計畫的一部分[333]。
  - 中華人民共和國國防部表示，中國、伊朗、俄羅斯舉行聯合軍事演習，演習地點在印度洋北部的阿曼灣。演習將27日至30日，持續四天。這是三國40年來首次舉行聯合軍演[334]。
  - 台灣首家太空科技公司，晉陞太空科技在台東縣達仁鄉南田部落（22°15′43.16″N 120°53′25.22″E / 22.2619889°N 120.8903389°E）舉辦說明會，並公開展示自製的探空「飛鼠一號」混合式火箭，董事長兼執行長陳彥升親自主持[335]。
- 12月27日：
  - 大韓民國憲法法院裁決，韓日政府2015年12月28日簽署的「韓日慰安婦問題協議」屬於政治範圍，不屬於違憲審查對象。憲法法院也稱，日軍慰安婦受害者權利請求權不因此而消滅[336]。
  - 中國人民解放軍海軍第廿三艘052D型驅逐艦、第六艘055型驅逐艦在大連造船廠下水出塢，這是中華人民共和國今年下水的第八和第九艘驅逐艦。2019年是中華人民共和國軍艦下水高峰期，該年總共下水了七艘052D型驅逐艦共五萬二千五百噸、二艘055型驅逐艦共二萬四千噸、一艘71型綜合登陸艦共二萬五千噸、一艘75型兩棲攻擊艦四萬噸以及十二艘056A型輕型護衛艦共一萬六千餘噸，一艘901型綜合補給艦四萬噸、排水量共計廿萬噸以上，超越下水十五萬噸的美國，甚至超過多數國家海軍的總噸位數[337]。
  - 美國太空總署（NASA）科學家發表火星2020探測車時表示，2020年將發射該探測車前往火星，不只尋找古老生命跡象，也為火星載人任務做準備。2021年2月登陸火星，成為美國史上第5輛登陸火星的探測車。裝置包含23個相機、可以讓它聽見火星風聲的2隻「耳朵」，及用來進行化學分析的雷射光。由一個小型核反應爐的驅動，它在每個火星日只能巡邏約182公尺[338]。
- 12月28日——中国全国人大常委会废除了在中国大陆实行了28年的收容教育。
- 12月30日：
  - 中國大陸產的特斯拉（Tesla）在上海舉行的一項儀式中，將首批上海廠製造的15輛Model 3交給員工，為創辦人兼執行長馬斯克進軍這個全球最大電動車市場，立下里程碑[339]。
  - 晚間微信流傳《关于做好不明原因肺炎救治工作的紧急通知》和《市卫生健康委关于报送不明原因肺炎救治情况的紧急通知》使得官方不得不在12月31日宣佈武漢華南海鮮市場爆發COVID-19疫情(2019-nCoV) [340]。
  - 中國ST-246型飽和潛水作業（英语：Saturation diving）支持船「海龍號」22°42′29.28″N 113°38′52.67″E / 22.7081333°N 113.6479639°E(ORIENTAL DRAGON）在廣州黃埔文沖船舶龍穴廠區交付。這是目前中國國內作業深度最深、容納潛水員人數最多的飽和潛水支持船，「海龍」號的成功交付填補了中國高端飽和潛水支持船自主建造的空白。據介紹，「海龍號」是中國目前建造交付的最先進、作業能力最強的飽和潛水支持船，首次搭載了全球最先進的固定式24人雙鍾飽和潛水系統（英语：Diving bell），可支持24名潛水員到300米水下作業，總體作業能力達到國際頂尖水平。300米水深設計是世界商業營運最大作業水深，整體可實現潛水作業規模化。其建成交付，標誌着中國在大深度飽和潛水裝備和深水裝備領域再次取得重大突破，深水工程作業能力達到世界先進水平。該船是一艘主要由潛水鐘、高壓居住艙（英语：Diving chamber）、過渡艙、生命保障系統以及潛水鐘收放系統等組成的專業深水海洋工程船，作業能力強、效率高，獲DNV GL、中國船級社（CCS）雙船級認證 [341]。
- 12月31日：
  - 《反滲透法》正式在中華民國立法院三讀通過。明訂境外敵對勢力及滲透來源定義，並規定若受滲透來源之指示、委託或資助，捐贈政治獻金或公投經費，處5年以下有期徒刑，得併科1千萬元以下罰金。
  - 武漢市衛健委最早公布有關肺炎的資訊，是在本日，稱發現病例有27宗，並指多宗病例與華南海鮮市場有關。官方當日未有解釋該27宗「發現病例」的定義[342][343][344]。

## 諾貝爾獎
- 物理學：吉姆·皮布尔斯、迪迪埃·奎洛兹、米歇尔·麦耶
- 化學：約翰·B·古迪納夫、斯坦利·惠廷厄姆、吉野彰
- 醫學：威廉·凱林、彼得·拉特克利夫、格雷格·塞門扎
- 文學：彼得·漢德克
- 和平：阿比·艾哈邁德·阿里
- 經濟學：阿巴希·巴納吉、艾絲特·杜芙若、麥可·克雷默

## 逝世
2019年逝世人物列表：1月 - 2月 - 3月 - 4月 - 5月 - 6月 - 7月 - 8月 - 9月 - 10月 - 11月 - 12月

## 虛構作品的2019年
- ：1982年上映的美國電影。劇情開始於11月的洛杉磯，身為銀翼殺手退職警察瑞克·戴克帶官員蓋夫去見老長官布萊恩。
- 《阿基拉》（日語：アキラ）：1982年至1990年連載的日本漫畫。故事情節始於2019年重建後的「新東京」。